# Schlacht an der Somme
Die Schlacht an der Somme war eine der größten Schlachten an der Westfront des Ersten Weltkrieges. Sie begann am 1. Juli 1916 im Rahmen einer britisch-französischen Großoffensive gegen die deutschen Stellungen. Sie wurde am 18. November desselben Jahres abgebrochen, ohne eine militärische Entscheidung herbeigeführt zu haben. Mit über einer Million getöteten, verwundeten und vermissten Soldaten war sie die verlustreichste Schlacht der Westfront während des Ersten Weltkriegs, an Verlusten nahe jenen der Brussilow-Offensive der Ostfront.

## Vorgeschichte

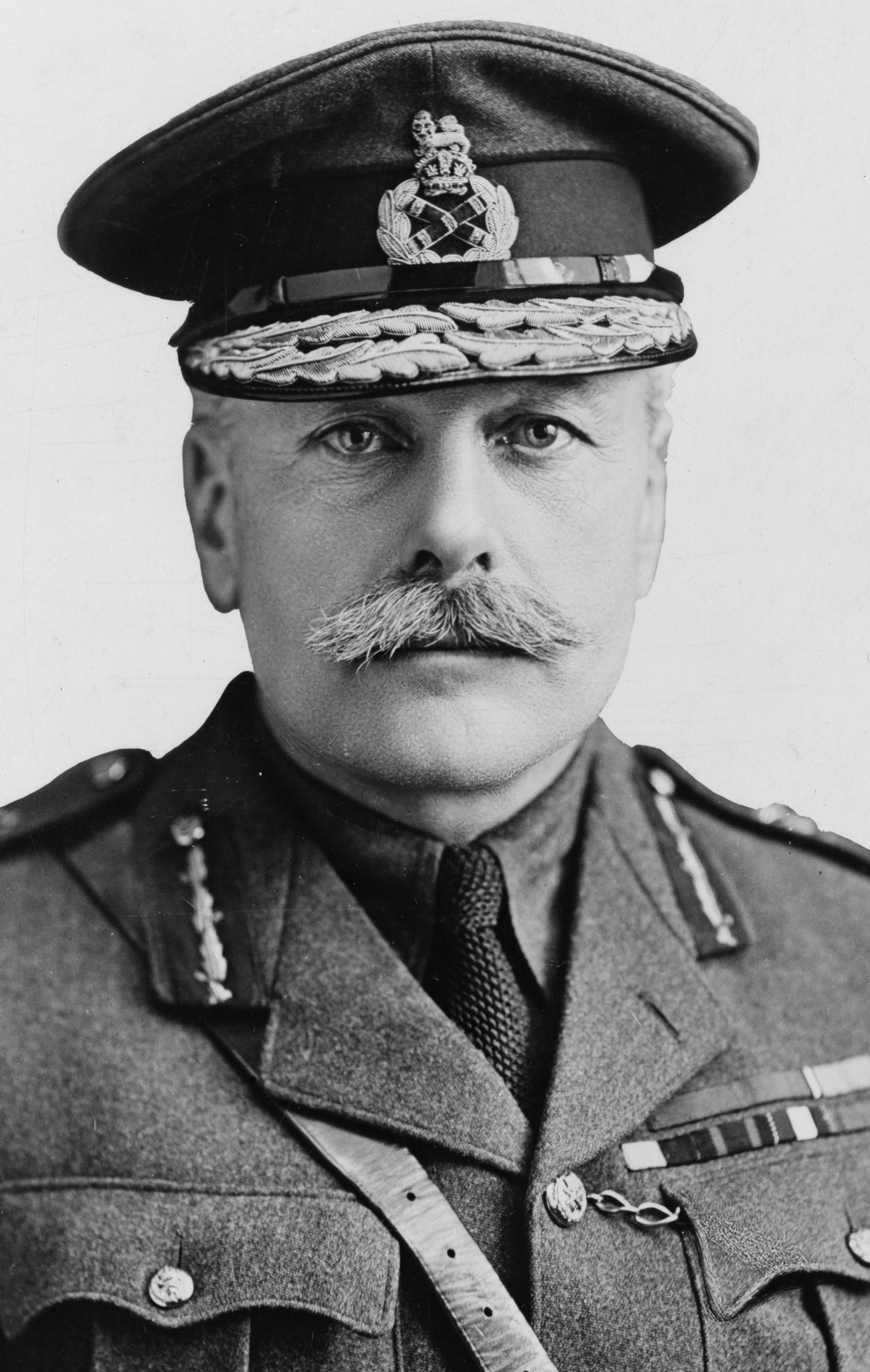
General Douglas Haig

Tal der Somme

Die militärischen Befehlshaber der Triple Entente und ihrer Verbündeten hatten bei der Konferenz in Chantilly im Dezember 1915 eine weitere Großoffensive gegen die deutschen Stellungen in Frankreich beschlossen und gleichzeitig entschieden, an drei Fronten große, gezielte Offensiven zu eröffnen – an der westlichen, der östlichen und an der italienischen. Diese Entscheidung war für General Joseph Joffre, den Oberbefehlshaber des Grand Quartier Général (GQG), eine Genugtuung, hatte er doch die verfehlte Landung der Alliierten auf Gallipoli (Schlacht von Gallipoli) von Anfang an als einen unwichtigen Nebenschauplatz bezeichnet, der Kräfte von der aus seiner Sicht kriegsentscheidenden Westfront abzog. In einer Besprechung mit General Douglas Haig, dem neuen Oberbefehlshaber der britischen Expeditionsstreitkräfte in Frankreich, Ende Dezember 1915, diskutierte man die beschlossene Offensive an der Westfront. Haig befürwortete eigentlich einen weiteren Großangriff in Flandern, um das deutsche Heer zu flankieren, doch willigte er in den Vorschlag Joffres ein. 

Wahrscheinlich ist, dass er dies aufgrund der Anweisung des britischen Generalstabs tat, die militärische Zusammenarbeit zwischen Briten und Franzosen durch größtmögliche Kooperationsbereitschaft zu festigen. Es wurde beschlossen, die geplante Offensive an dem Berührungspunkt der beiden Heeresgruppen zu starten: am Fluss Somme. Die Alliierten hatten im Frühjahr 1916 an der Westfront mit 139 Divisionen (38 britische, 95 französische und 6 belgische) gegenüber 117 deutschen Divisionen die zahlenmäßige Überlegenheit. Nach dem Ende der Dardanellenkampagne waren seit dem Frühjahr 1916 aus dem Mittelmeerraum mehrere britische Divisionen als Verstärkung nach Frankreich überführt worden. Über Ägypten kamen ab Januar 1916 die 34. und 35. Division, es folgte die 31. und die 46. Division im Februar, dann erreichten im März die 29., 39. Division sowie die 1. und 2. australische Division die Westfront. 

Im April 1916 trafen die neuseeländische Division, im Mai die 41., 61. und 63. Division, im Juni die 40., 60. Division sowie die 4. und 5. australische Division in Frankreich ein. Schließlich erreichte am 3. Juli noch die 11. Division die Westfront. Durch die vom deutschen Heer im Februar 1916 begonnene Schlacht um Verdun war die französische Armee inzwischen stark geschwächt, sodass die britischen Streitkräfte mit der Offensive an der Somme ihre Verbündeten entlasten sollten. Haig wollte nicht nur tief in die deutschen Stellungen einbrechen, sondern das deutsche Heer materiell und personell komplett erschöpfen und zur Kapitulation zwingen. Er verfolgte damit, ganz ähnlich wie umgekehrt auch die deutsche Heeresführung, das Konzept der Abnutzungsschlacht. Die britischen Truppen konnten dabei entgegen der ursprünglichen Planung nur mit geringer französischer Unterstützung rechnen, da die Kämpfe um Verdun für Frankreich Priorität besaßen. Auch befanden sich unter ihren Soldaten zahlreiche unerfahrene Freiwillige. Trotzdem ordnete Haig einen massiven Frontalangriff der Infanterie auf großer Breite an.

### Verrat der britischen Pläne
Recherchen im Auftrag der BBC in deutschen Archiven im Jahre 2016 förderten zutage, dass Datum und Ort der britischen Offensive durch zwei politisch entfremdete britische Soldaten aus dem Norden Irlands mehrere Wochen im Voraus an deutsche Verhörer verraten wurden. Entsprechend unternahm das deutsche Militär umfangreiche defensive Vorbereitungen am britischen Abschnitt der geplanten Somme-Offensive.

## Eröffnungsschlachten bis Anfang August

### Siebentägiges Trommelfeuer ab 24. Juni

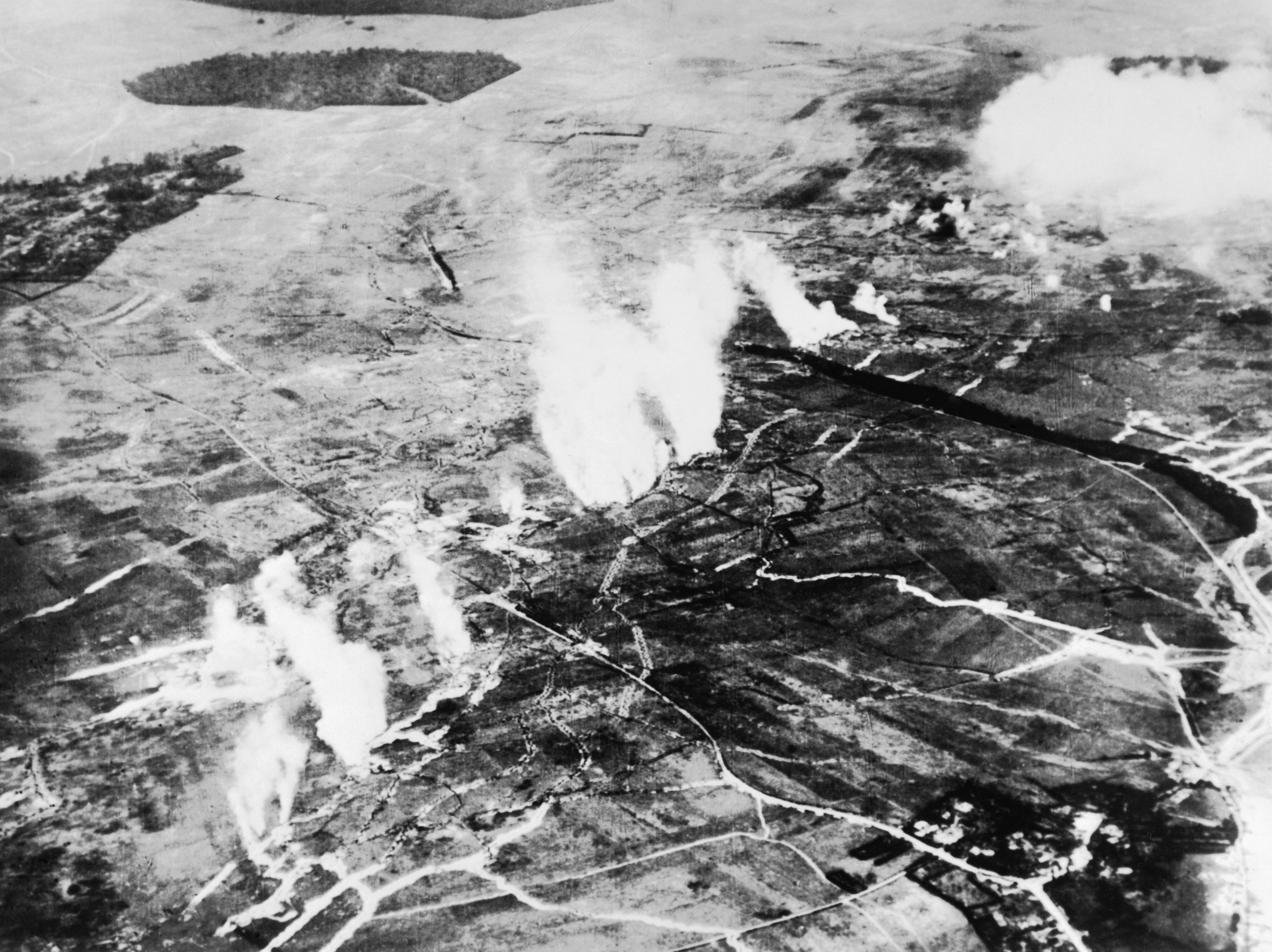
Britischer Gasbeschuss bei Montauban, Ende Juni 1916

Der britische Plan sah vor, so viele Geschütze wie möglich auf einen bestimmten Frontabschnitt zu konzentrieren, um die deutschen Schützengräben durch schwerstes Artilleriefeuer zu zerstören und den deutschen Fronttruppen maximale Verluste zuzufügen. Auf den Beschuss sollte dann ein massiver Infanterieangriff auf breiter Front folgen. Die Soldaten sollten das Niemandsland zwischen den Gräben „nur mit dem Spazierstock“ bewaffnet überqueren können. Die britischen Streitkräfte zogen im vorgesehenen Kampfgebiet 1437 Geschütze zusammen, die am 24. Juni 1916 das Feuer auf die deutschen Stellungen eröffneten. Innerhalb von sieben Tagen und Nächten wurden etwa anderthalb Millionen Geschützgranaten abgefeuert und das Gelände in eine nahezu unpassierbare Mondlandschaft verwandelt – was sich später noch als schwer zu überwindendes Hemmnis für den eigenen Nachschub auswirken sollte. Zusätzlich wurden chemische Waffen (Giftgas) eingesetzt sowie Abschnitte der deutschen Front unterminiert.

Ursprünglich sollte die britische Infanterie am 29. Juni angreifen. Wegen des schlechten Wetters wurde der Angriffsbeginn jedoch um 48 Stunden verschoben; zusätzliche Granaten für das von 5 auf 7 Tage verlängerte Trommelfeuer standen nicht zur Verfügung. Hinzu kam, dass viele der britischen Granaten mangelhaft produziert waren und entweder zu früh oder gar nicht explodierten. Britische Pioniereinheiten hatten in monatelanger Arbeit im Untertagebau eine Serie von 19 Minen unter den deutschen Linien an der Somme platziert und brachten diese zum Beginn des Angriffs am 1. Juli 1916 um 07:28 Uhr nahezu gleichzeitig zur Explosion. Der Knall soll selbst in London noch zu hören gewesen, Erde und Trümmer sollen bis zu 1200 Meter in die Luft geschleudert worden sein. Die größten dieser Sprengladungen waren die Hawthorn Ridge-Mine bei Beaumont-Hamel sowie die Y Sap- und Lochnagar-Minen bei dem Dorf La Boisselle, wo noch heute der riesige Lochnagar-Krater zu besichtigen ist. Der Krater ist mit einem Durchmesser von 91 Metern und einer Tiefe von 21 Metern der größte Krater des Ersten Weltkriegs.

### Aufmarsch der Angreifer

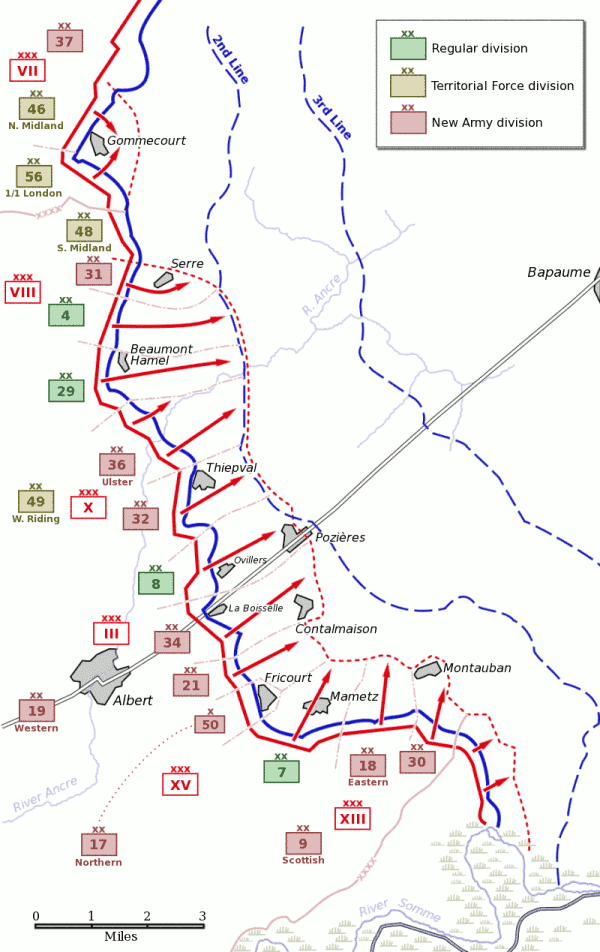
Der alliierte Aufmarsch am 1. Juli

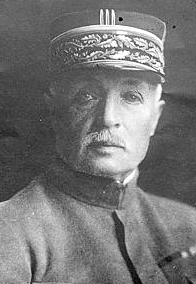
General Émile Fayolle

Douglas Haig hatte seinen Gefechtsstand am 1. Juli auf Château Val Vion, 20 Kilometer hinter der Front bezogen und bot für den ersten Großangriff sechs Korps mit 20 Divisionen zwischen dem Flüsschen Ancre und der Somme auf, darunter mehrere neu ausgehobene Kitchener-Divisionen mit unerfahrenen Rekruten. Ihnen standen elf kampferfahrene deutsche Divisionen gegenüber.
- Am Nordabschnitt des Angriffes bei Gommecourt beteiligte sich der rechte Flügel der britischen 3. Armee unter General Edmund Allenby mit drei Divisionen (VII. Korps unter General Thomas D’Oyly Snow) am Angriff.

Den Hauptangriff führte die britische 4. Armee mit fünf Korps:
- Am linken Flügel griff das VIII. Korps unter General Hunter-Weston mit der 31., 4. und 29. Division gegen die Linie Serre – Beaumont-Hamel an und führte dahinter die 48. Division als Reserve.
- Rechts anschließend folgte das X. Korps unter General Thomas Morland mit der 36. und 32. Division (49. Division als Reserve) gegen die Front zwischen Grancourt – St. Pierre Divion – Thiepval bis zur Höhe 141 südlich davon.
- Im Zentrum der Armee Rawlinson führte das III. Korps unter General William Pulteney mit der 8. und 34. Division (19. Division in Reserve) den Angriff gegen die Linie Ovillers – La Boisselle.
- Südlich anschließend führte das XV. Korps des Generals Henry Horne seinen Stoß mit der 21., 17. und 7. Division bei La Boisselle, gegen Fricourt und Mametz.
- Am rechten Flügel stieß das XIII. Korps unter General Walter Congreve mit der 18. und 30. Division (9. Division in Reserve) zwischen Mametz und Montauban vor und hielt bei Maricourt Verbindung zu den südlicher angreifenden Franzosen.

Beiderseits der Somme operierte die französische 6. Armee des General Émile Fayolle mit drei weiteren Korps:
- das 20. Corps unter General Maurice Balfourier mit der 11., 39. und 153. Division gegen die Linie Hardecourt bis Curlu
- Südlich der Somme griffen drei Divisionen des I. Kolonial-Korps Berdoulat in Richtung auf Péronne und rechts davon das 35. Corps unter General Charles Jacquot mit der 51. und 61. Division im Raum Lihons an.
- Am Südflügel des Angriffsgeländes schloss schließlich die französische 10. Armee mit dem 30. und 33. Corps der Generäle Paul Chrétien und Alphonse Nudant, sowie das II. Kolonial-Korps an der Front zwischen Chaulnes bis Lassigny an.

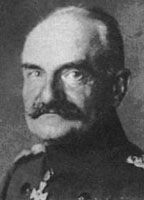
General der Infanterie Fritz von Below

Der deutschen 2. Armee unter General der Infanterie Fritz von Below unterstanden am 1. Juli drei, durch den Fluss Somme getrennte Generalkommandos:
- Im Norden das XIV. Reserve-Korps (Generalleutnant Hermann von Stein) auf 36 Kilometer Front mit der 2. Garde-Reserve-Division (Generalleutnant Paul Weese), 52. Infanterie-Division (Generalleutnant Karl von Borries), 26. Reserve-Division (Generalleutnant Franz von Soden), 28. Reserve-Division (Generalleutnant Ferdinand von Hahn), 12. Infanterie-Division (Generalleutnant Martin Chales de Beaulieu).
- Dahinter standen zwei Divisionen in Reserve: die 185. Infanterie-Division (Generalleutnant Paul von Uthmann) und die Bayerische 10. Infanterie-Division – (Generalleutnant Hermann von Burkhardt).
- Südlich der Somme verteidigte das XVII. Armee-Korps unter General der Infanterie Günther von Pannewitz auf einer 33 Kilometer breiten Front mit der 121. Infanterie-Division (Generalleutnant Kurt von Ditfurth), 11. Infanterie-Division (Generalleutnant Richard von Webern), 35. Infanterie-Division (Generalmajor Johannes von Hahn) und der 36. Infanterie-Division (Generalleutnant Konstanz von Heineccius).
- Als Reserve stand hier die kombinierte Division des Generalleutnant Raitz von Frentz, die 22. und 44. Reserve-Division zur Verfügung.
- Am südlichen Abschnitt zwischen Lassigny und Ribecourt deckten das nicht angegriffene deutsche Gardekorps unter General von Plettenberg und die 15. Landwehr-Division gegenüber der französischen 10. Armee.

### Der erste Schlachttag am 1. Juli

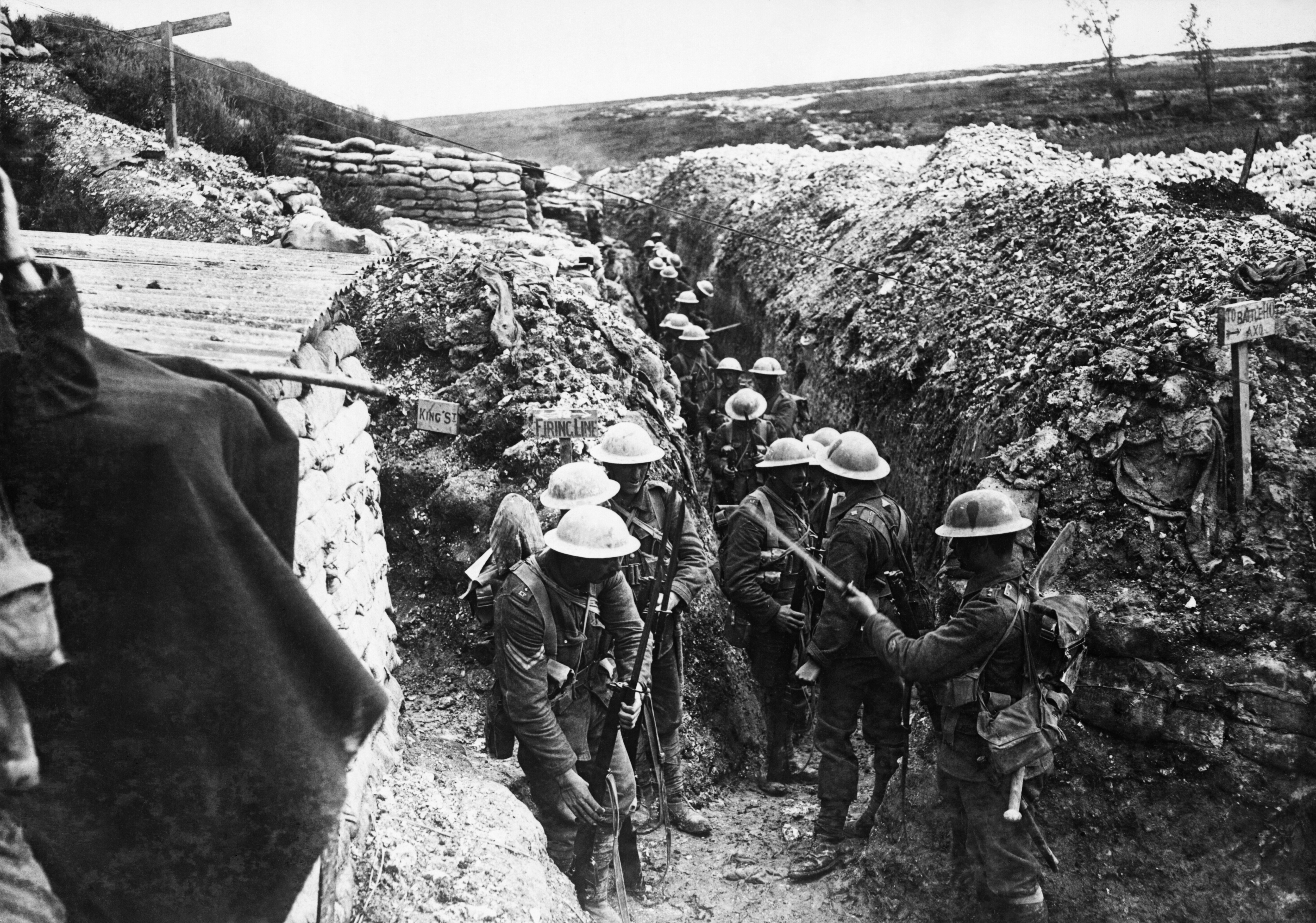
Vorbereitungen zum Angriff

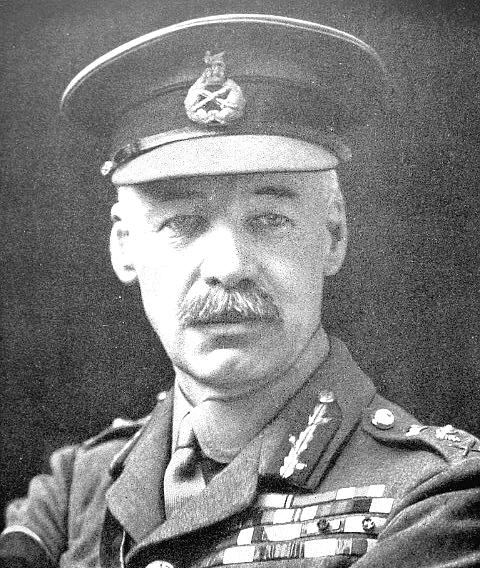
General Henry Rawlinson, Oberbefehlshaber der britischen 4. Armee

Den Hauptangriff im Raum östlich von Albert führte die britische 4. Armee unter Sir Henry Rawlinson, sie ging mit Schwerpunkt bei Thiepval und La Boisselle nach der Sprengung des „Lochnagar-Kraters“ auf einer Breite von 26 Kilometern mit 14 Divisionen zum Angriff über. Der Ort Maricourt bildete die Trennlinie zur französischen Heeresgruppe Nord unter General Foch, das französische 20. Korps unter General Balfourier führte seinen Hauptstoß gegen Curlu. Südlich der Somme beteiligten sich weitere sieben Divisionen der französischen 6. Armee bis Chaulnes, auch der linke Flügel der französischen 10. Armee unter General Joseph Micheler beteiligte sich am Angriff. Den Franzosen standen hier das deutsche XVII. Armee-Korps, sowie am südlichen Abschnitt bis nach Lassigny das Gardekorps gegenüber.

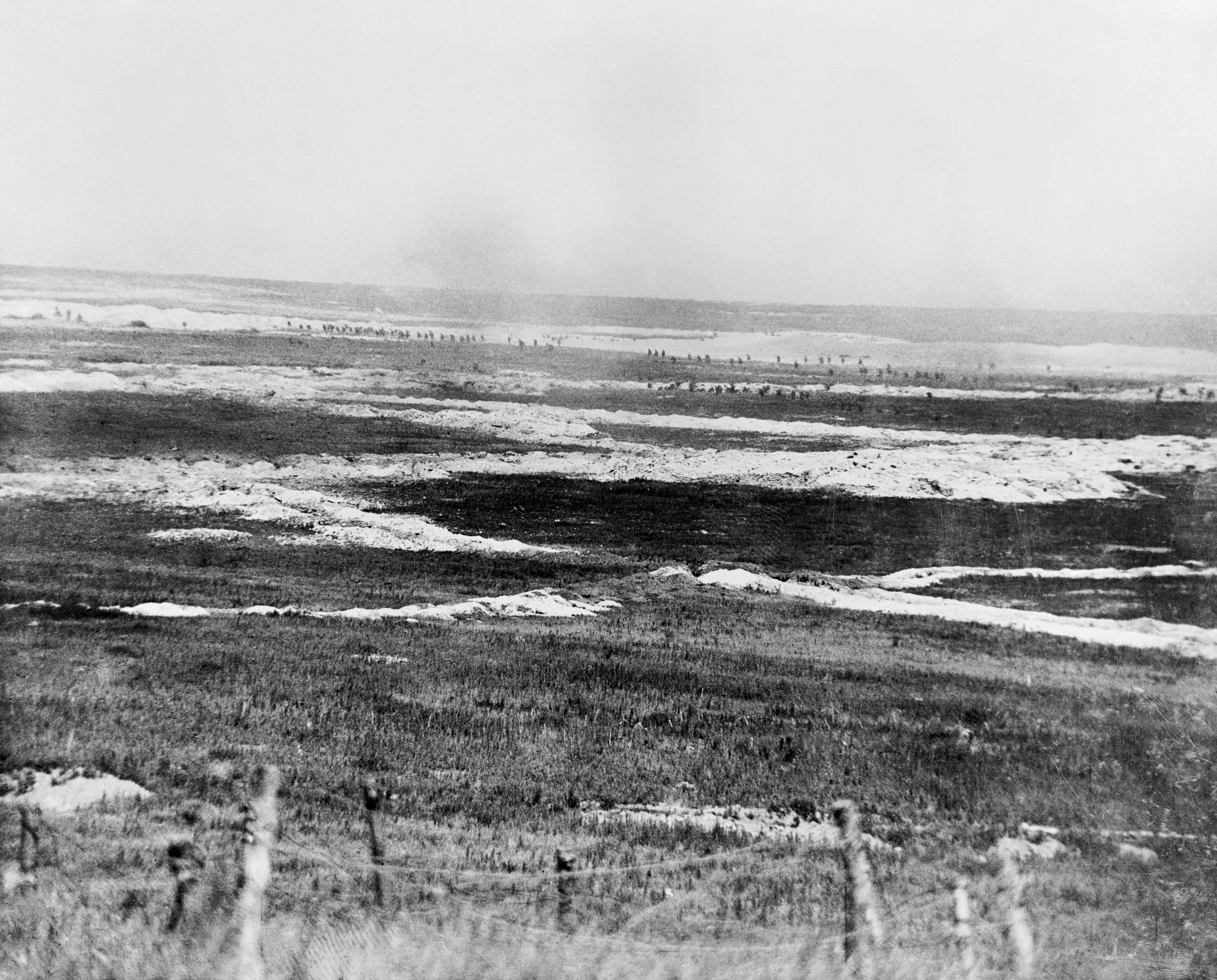
Britische Infanterie im Vorgehen bei Mametz, 1. Juli 1916

Da man auf britischer Seite davon überzeugt war, dass die deutschen Stellungen durch das immense Geschützfeuer vernichtet worden seien, ließ man die Angriffstruppen in dichten Schützenreihen im Marschtempo vorrücken. Die britischen Soldaten führten zudem schweres Schanzwerkzeug mit sich, um die zerbombten deutschen Schützengräben ausbauen und somit sichern zu können. Daher war ihnen befohlen worden, nur den letzten Teil der Strecke zu rennen, um am Ende noch genug Kraft für den erwarteten Nahkampf mit den verbliebenen Verteidigern zu haben. Besonders das britische VIII. und X. Korps hatten vor Beaumont-Hamel und Thiepval enorm hohe Verluste. Trotz des schweren Trommelfeuers waren nämlich genügend Stacheldrahtverhaue und Unterstände intakt geblieben, um eine effektive deutsche Verteidigung zu erlauben. Nachdem die britische Artillerie ihr Feuer eingestellt hatte, verließen die deutschen Soldaten ihre tiefen Unterstände und machten zügig ihre Maschinengewehre einsatzbereit. Die frontal angreifenden britischen Truppen gerieten daher in unerwartet heftiges MG-Feuer und erlitten schwere Verluste. Noch verheerender wütete die deutsche Artillerie, die unerwartet schnell wieder auf die Briten zu feuern begann. Nur an wenigen Stellen gelang ihnen daher die Einnahme vorderster deutscher Schützengräben, die zudem nach kurzer Zeit wieder aufgegeben werden mussten.

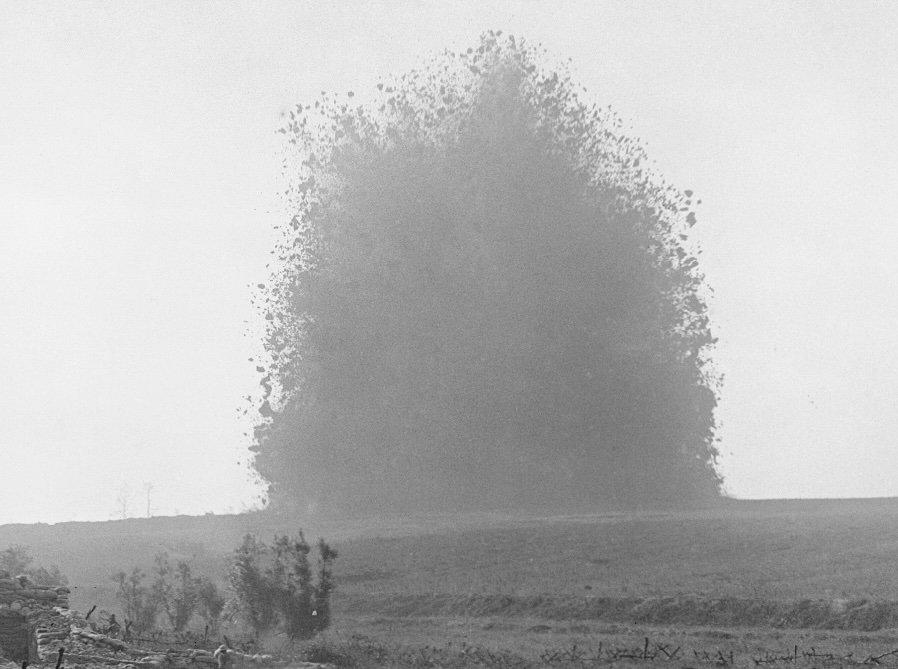
Explosion der Hawthorn Ridge-Mine am 1. Juli 1916

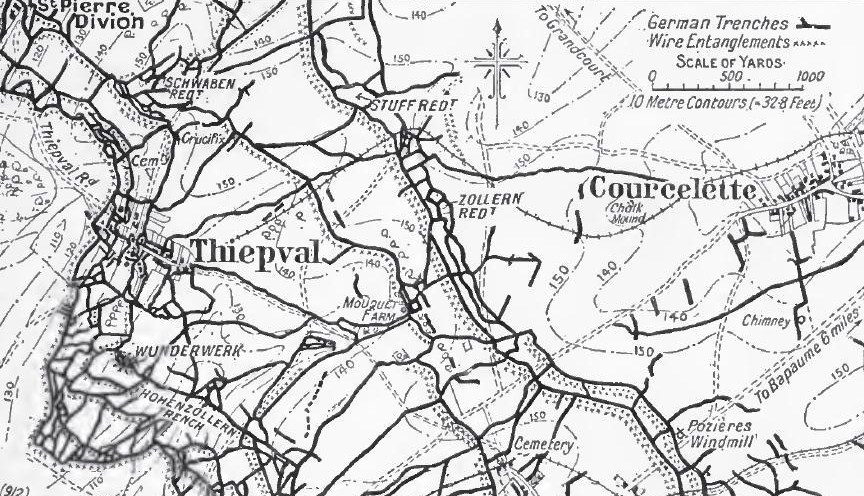
Kampfabschnitt des deutschen XIV. Reserve-Korps

Der Hauptangriff General Morlands richtete sich nach der Sprengung der Hawthorn-Ridge-Mine bei Beaumont-Hamel nicht gegen St. Pierre Divion, sondern gegen den deutschen Hauptstützpunkt „Schwabenfeste“ nördlich Thiepval und gegen den vom Infanterie-Regiment 180 verteidigten Ort Ovillers. Der Angriff des britischen X. Korps mit der 36. (Generalmajor Oliver S.W. Nugent) und 32. Division (Generalmajor William H. Rycroft) zwischen Beaumont – Thiepval und Höhe 141 traf die württembergische 26. Reserve-Division, die rechtzeitig von der bayerischen Division Burkhardt verstärkt werden konnte. Die „Schwabenfeste“ ging an die Ulster-Division verloren, wurde aber durch einen von Norden, Nordosten und Südosten angesetzten Gegenstoß der Brigade des Generalmajor Friedrich von Auwärter nach einem gescheiterten Angriff im zweiten Versuch wiedergewonnen. Bis zum Abend wurden die verlustreichen britischen Angriffe bei Thiepval weiter fortgesetzt.

Südwestlich von Thiepval konnten sich die Briten im neugetauften „Granatloch“ festsetzen. Allein gegen die 9 Kilometer breite Stellung der 28. Reserve-Division setzten die Briten vier Divisionen ein und erreichten dennoch nur geringe Geländegewinne, bei Ovillers wurde die britische 8. (Generalmajor Havelock Hudson) bereits durch die 12. Division (Generalmajor Arthur B. Scott) abgelöst. Von den etwa 120.000 britischen Soldaten, die am ersten Tag der Somme-Schlacht die deutschen Stellungen angriffen, wurden etwa 20.000 getötet, davon alleine 8.000 in der ersten halben Stunde, als die ungedeckt heranmarschierende Infanterie vom deutschen MG-Feuer überrascht wurde, und fast 36.000 verwundet. Zusätzlich wurden etwa 2.100 Mann als vermisst gemeldet. Einzelne Regimenter verloren innerhalb von Stunden weit über die Hälfte ihrer Soldaten, ganze Divisionen galten als nicht mehr existent. Der erste Tag der Schlacht an der Somme wird wegen der enormen Verluste „schwärzester Tag der britischen Militärgeschichte“ genannt.

#### Ursachen für das britische Scheitern
General Morland hatte seinen Beobachtungs- und Kommandoposten in relativ sicherer Entfernung von fünf Kilometern auf einer geländebeherrschenden Eiche eingerichtet, von dem aus er einen Teil des Kampfgeschehens beobachten konnte. Er hielt dennoch auch dann noch starr an der einmal gewählten Taktik fest, als deutlich wurde, dass der Frontalangriff angesichts der unerwartet heftigen Gegenwehr scheitern würde. Eine Abweichung vom festgelegten Plan, die ihm von Generalmajor Edward Perceval, Befehlshaber der 12.000 Mann starken Korpsreserve (49th (West Riding) Division), vorgeschlagen wurde, wurde von ihm wiederholt kategorisch abgelehnt. Perceval riet vergebens dazu, mit seiner Division den Durchbruch der Ulster-Division in der Schwabenfeste zu erweitern und von dort aus mit einer Flankenbewegung das stark verteidigte Thiepval von der rückwärtigen Seite her anzugreifen.

Am Morgen des 1. Juli 1916 hatten die britischen Infanteristen um 07:30 Uhr den Befehl erhalten, zu Fuß auf die deutschen Stellungen, von denen man irrtümlich glaubte, dass sie das schwere Artillerievorbereitungsfeuer nicht überstanden hätten, vorzugehen. Einheiten wie die Salford Pals, die in zwei Wellen gegen das „Niemandsland“ vor der „Thiepval-Ridge“ („Kamm von Thiepval“) vorgingen, erlitten im deutschen MG-Feuer aus gut ausgebauten Stellungen von Anfang an schwerste Verluste von über 50 % und wurden im Laufe des Tages nahezu eliminiert.

“It was worse than hell itself. Such a row I have never heard before in my life, and it was terrible to see the men lying in the field of battle. I can tell you anybody who came out of that scrap on that first morning was lucky.”

„Es war schlimmer als die Hölle. So ein Spektakel habe ich mein Lebtag noch nicht erlebt und es war fürchterlich, die Männer auf dem Schlachtfeld liegen zu sehen. Ich kann Ihnen sagen, jeder, der an jenem ersten Morgen aus diesem Schrott wieder herauskam, hatte Glück.“

Während die britischen Soldaten an der Somme großenteils neue Rekruten waren, waren viele ihrer Gegner bereits fronterfahrene Veteranen. Die deutsche Seite wurde zumeist von jüngeren Offizieren geführt und war aufgrund der Auftragstaktik in der Lage, auf veränderte Situationen entsprechend flexibel zu reagieren und Gegenangriffe auch ohne explizite Befehle höherer Kommandostellen, wie beispielsweise dem Korps unter Generalleutnant Franz von Soden, spontan durchzuführen. Das Telefonnetz war zudem gut ausgebaut und ermöglichte den Deutschen eine bessere Kommunikation als den Briten. Aus diesem Grund konnten die Verteidiger ihre Taktik dem Schlachtgeschehen flexibel anpassen. Morland hingegen ließ weiter strikt nach seinem ursprünglichen Plan vorgehen und befahl schließlich den Frontalangriff der dritten Welle, die um 16:00 Uhr über das Leichenfeld vorzugehen hatte, mit dem Resultat, dass der Angriff im Maschinengewehr- und Artilleriefeuer erneut völlig zusammenbrach. Einer der wenigen Überlebenden war Captain Thomas Tweed aus der Ortschaft Eccles, Kompaniechef der B-Company der 2nd Salford Pals, dessen Kompanie dabei die schwersten Verluste von allen erleiden musste und der später als Zeitzeuge von dem „Gemetzel vor Thiepval“ berichten konnte. Gegen 22:30 Uhr konnten die Deutschen die Schwabenfeste wieder zurückerobern und dadurch Thiepval entlasten, was den Druck auf die 49. Division wiederum erhöhte.

#### Erste Konsequenzen
Die britische Armee zog aus dem Desaster von Thiepval eine Reihe von Lehren. Eine davon war die noch relativ neue Verwendung von beweglichem Artilleriesperrfeuer, welches durch ein wanderndes „Feuerband“ das Vorgehen der eigenen Infanterie decken sollte, um die deutschen MG-Stellungen auszuschalten. Die siebentägige Artillerievorbereitung hingegen hatte nicht den erwarteten Erfolg gehabt, dass sich die deutschen Stellungen am Ende im sturmreifen Zustand befanden, sondern sie bereitete die Verteidiger, die in der Tiefe ihrer Bunkersysteme den schweren Beschuss weitgehend überlebt hatten, auf eine bevorstehende britische Großoffensive vor.

Ein blindes Vertrauen in die Waffenwirkung der Artillerie, der weitgehende Verzicht auf Gefechtsaufklärung und das unflexible Verhalten der kommandierenden Generäle auf sich verändernde militärische Lagen gaben ursächlich den Ausschlag für den britischen Misserfolg. In der Folgezeit versuchten die Briten, diese Fehler nicht zu wiederholen. Aus dem Eindruck des ersten Kampftages und ausgehend von einer späteren Unterhaltung zwischen General Erich Ludendorff und Oberst Max Hoffmann prägte sich das geflügelte Wort Lions led by donkeys („von Eseln geführte Löwen“), womit der Mut der britischen Infanteristen auf dem Schlachtfeld und die Inkompetenz ihrer Befehlshaber zum Ausdruck gebracht werden sollte.

### Schlachtverlauf bis Mitte Juli
Trotz der enormen Verluste des ersten Tages ließ Haig die Offensive weiterführen, wobei man auf britischer Seite die Strategie änderte. Überraschungsangriffe an begrenzten Frontabschnitten sollten nun für den militärischen Erfolg sorgen, den der massive Einsatz von Geschützen und Soldaten auf großer Breite nicht gebracht hatte. Nun stiegen auch auf deutscher Seite die Verluste, da Falkenhayn die Aufgabe von Frontabschnitten, unabhängig von ihrer strategischen Bedeutung, untersagte. Zudem waren die vordersten deutschen Gräben stets voll besetzt, was bei Geschützfeuer zahlreiche Todesopfer forderte: Nach der Abwehr einer Attacke oder nach dem Verlust eines Grabenabschnitts sollten die deutschen Truppen nach Möglichkeit sofort zu einem Gegenangriff übergehen, wodurch sich die Verluste auf beiden Seiten anglichen.

Die verlustreichen Kämpfe führten das deutsche Heer langsam an den Rand der Erschöpfung, zumal jetzt die eigenen Angriffe an der Westfront zwischen Douaumont und Fleury während der Schlacht um Verdun vollkommen stockten und auch gleichzeitig die an der Ostfront von den Russen begonnene Brussilow-Offensive hohe Verluste forderte. Kurz nach Beginn des britischen Angriffes an der Somme war man auf deutscher Seite Ende Juni vor Verdun in die Defensive übergegangen, um von dort Truppen freizubekommen. Das VI. Reserve-Korps (General Konrad Ernst von Goßler) mit der 11. und 12. Reserve-Division, sowie die 22. Reserve-Division konnte von Bapaume her umgehend herangezogen werden.

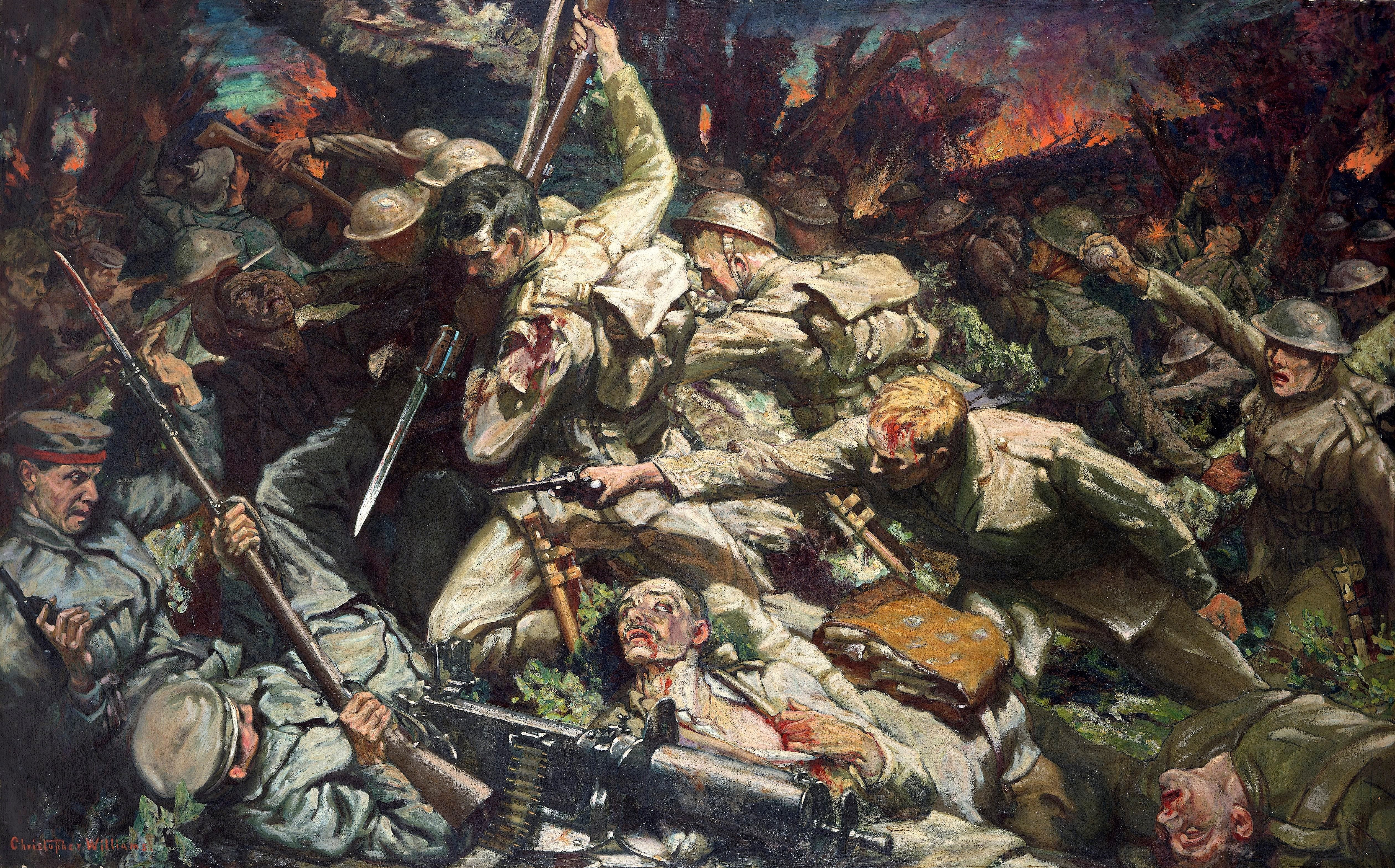
Ringen im Mametzer Wald, Gemälde von Christopher Williams

Am 3. Juli musste die auf deutscher Seite am stärksten bedrängte 28. Reserve-Division gegenüber der britischen 7. Division den Ort Mametz, vor der gegnerischen 21. und 17. Division Fricourt aufgeben. Dieser Abschnitt wurde bereits durch die herangeführte 10. Königlich Bayerische Infanterie-Division und die 183. Infanterie-Division gestützt. Den bedrängten Abschnitt zwischen Contalmaison und Longueval übernahm bis Ende Juli die herankommende 3. Garde-Division unter General Arthur von Lindequist. Ab 4. Juli übernahm bei den Briten die bereitgestellte Reservearmee unter General Hubert Gough das Kommando über den Abschnitt des VIII. und X. Korps zwischen Beaumont und Thiepval.

Für die Weiterführung des britischen Angriffs auf die hartnäckig von der 26. Reserve-Division gehaltenen Stellungen bei Thiepval wurden auch Divisionen des in Reserve stehenden II. Korps unter General Claud Jacob herangezogen. Die englischen und französischen Angriffe erreichten die neue Frontlinie Contalmaison – Montauban – Hardecourt – Biaches – Estrées; nur wenige Kilometer waren gewonnen worden; der versuchte Durchbruch musste schon jetzt als gescheitert angesehen werden. Zwischen 6. und 14. Juli wurde südlich Longueval heftig um den Trones-Wald gerungen, das Gehölz wechselte 18-mal den Besitzer, bis es in britischer Hand verblieb. Am 9. Juli griff die englische 23. Division (Generalmajor J. M. Babington) südlich und westlich von Contalmaison an, konnte einen Gegenangriff des deutschen Infanterie-Regiments 183 (183. Infanterie-Division) zurückgeschlagen und konnte am 10. Juli den Ort Contalmaison besetzen. Am 9. Juli fiel auch der Mametzer-Wald an die Briten, der linke Flügel des französischen 20. Corps nahm das Dorf Hardecourt.

### Der französische Abschnitt

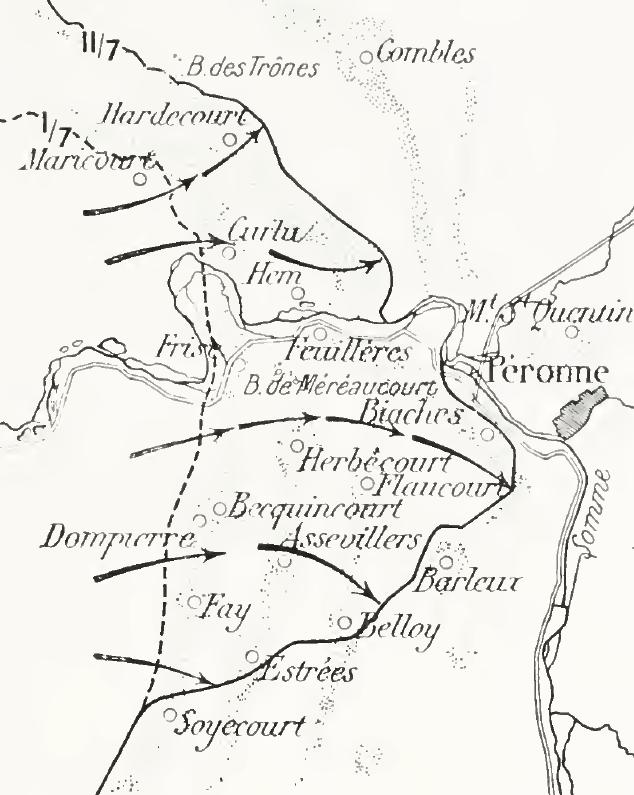
Französischer Angriffsabschnitt südlich der Somme, mit der Mitte Juli erreichten Linie

Der Schwerpunkt der Angriffe der französischen 6. Armee lag beidseitig der Somme, am nördlichen Ufer operierte das 20. Corps (General Balfourier) gegen Combles und Cléry und am südlichen Ufer versuchte das 1. Kolonial-Korps (General Berdoulat) auf die Stadt Péronne durchzubrechen. Am 1. und 2. Juli gelang es den Franzosen beidseitig der Somme die erste deutsche Grabenstellung auf 8 Kilometer Breite zu nehmen. Den Sturmdivisionen des 1. Kolonial-Korps (2. Kol.-Div., 99. und 61. Division) gelang es die ganze erste Stellung der Deutschen östlich Foucaucourt bis an den Westrand von Assevillers, von dort nach Norden bis Feuilleres auf fast 3 km Tiefe ohne große Verluste zu überrennen. Es waren dabei geringe Verluste zu beklagen, hingegen verlor die deutsche 121. und 12. Division (General Martin Chales de Beaulieu) etwa 4.000 Gefangene und 60 Feldgeschütze. Am Abend musste vom Generalkommando Goßler (VI. Reserve-Korps) links von der 12. Infanterie-Division zunächst die 12., dann auch die 11. Reserve-Division zwischen Maurepas und Flaucourt vorgezogen werden. In fortschreitenden Kämpfen gelang es den Franzosen am 2. Juli am südlichen Somme-Ufer den Westrand von Herbécourt - Assevillers zu gewinnen und sich an Estrées heranzuschieben.

Die 2. Kolonial-Division (General Mazillier) rückte über Feuillères hinaus vor und besetzte zunächst mit Ausnahme von Frise die Boucle, die scharfe Flusskurve nordwestlich der Somme bei Péronne. Die neuen französischen Positionen reichten jetzt von La Maisonette nach rechts bis Biaches, bereits der dritten deutschen Grabenstellung gegenüber, wobei Péronne über den Fluss sichtbar wurde. Aufgrund fehlender Straßen konnte General Foch am Nordufer der Somme nicht genügend Verstärkung für einen Vorstoß nach Maurepas liefern. Erst als britische Truppen die zweite deutsche Grabenstellung zwischen Longueval und Bazentin le Petit gestürmt hatten, waren die Franzosen in der Lage auch gegen Guillemont anzugreifen. In der Zwischenzeit wurde dem 20. Corps befohlen, starkes Artilleriefeuer aufrechtzuerhalten. Ein französischer Angriff gegen den Bois de Favière um 6:00 Uhr eroberte kurz den nördlichen Waldrand, bevor er von einem deutschen Gegenangriff zurückgedrängt wurde. Weitere Versuche, den Wald um 12:30 Uhr und 14:30 Uhr zu stürmen, schlugen ebenfalls fehl. Truppen des französischen 35. Corps konnten derweil am Abend des 3. Juli Estrées stürmen, ein deutscher Gegenangriff in den frühen Morgenstunden eroberte die Hälfte des Dorfes zurück, bevor die Franzosen am späten 5. Juli erneut angegriffen und sich dann im größten Teil des Dorfes festkrallen konnten.

Es gelang den Franzosen, das von der 11. Division (Generalleutnant Richard von Webern) gehaltene Belloy zu nehmen und Vorstellungen vor der Linie Biaches und Barleux zu gewinnen. Ein Nachtangriff auf Biaches in der Nacht vom 4. zum 5. Juli scheiterte am deutschen Sperrfeuer. Am 5. Juli eroberten die am Nordufer der Somme verstärkten Franzosen die Orte Curlu und Hem, nördlich davon behauptete sich die deutsche 12. Division vorerst die Linie Maurepas – Monacu. Auf deutscher Seite wurde am 8. Juli zum Schutz von Péronne die Gruppe Quast (Generalkommando IX. Armee-Korps) am nördlichen Flügel des XVII. Armee-Korps an der bedrohten Linie Biaches – Barleux etabliert. Die von den Franzosen bei Barleux bedrängte Division Frentz wurde von der 17. Division abgelöst. Das südlich anschließende XVII. Korps verteidigte jetzt nur mehr den Raum Chaulnes am verkürzten Frontabschnitt zwischen Lihons und Andechy. Südlich der Somme konnten die Franzosen bis zum 19. Juli im Ringen mit der deutschen 17. und 18. Division die Linie Cléry – Biaches – Barleux erreichen und nahe an Péronne herankommen. Daher wurden dem XVII. Armee-Korps zusätzlich die 16. Division und die zusammengesetzte Division Liebert, der Gruppe Quast die 1. Garde-Reserve-Division, die 4. Garde-Division sowie die 28. Division als Verstärkung zugeführt. Das Garde-Reserve-Korps (Gruppe Marschall) übernahm die Führung im Abschnitt beiderseits Barleux, beim deutschen Gardekorps wurde die 1. Garde-Division nördlich Lassigny durch die 44. Reserve-Division freigemacht und dem XVII. Armeekorps als Eingreifreserve nach Nesle überstellt.

### Kämpfe bis Ende Juli

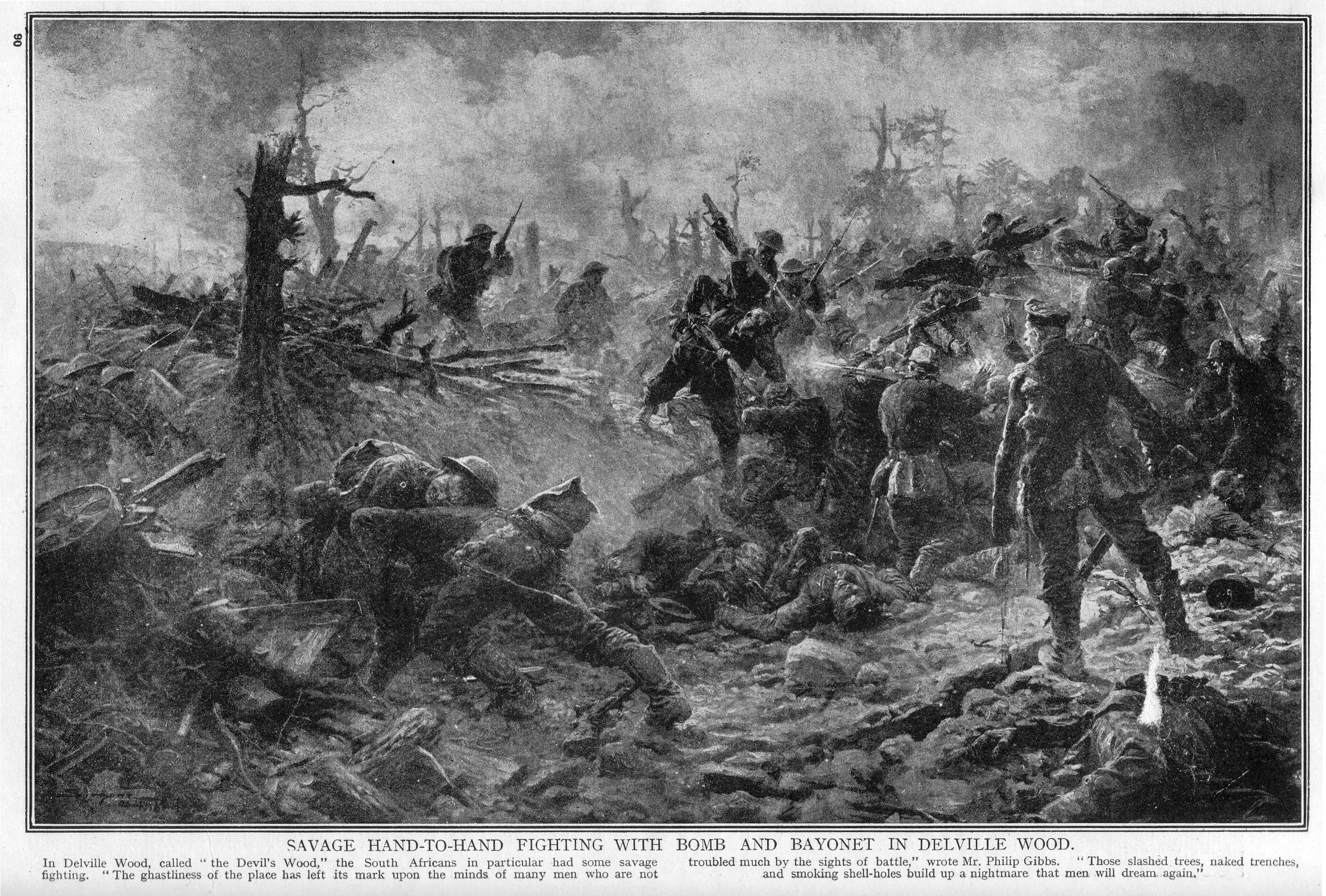
Kampf im Delville Wood

Nachdem die Briten in den ersten zwei Wochen der Schlacht nur geringe Geländegewinne erzielt hatten, gelang der britischen 4. Armee am 14. Juli in der Schlacht von Bazentin Ridge ein tiefer Einbruch in die deutschen Stellungen. Im Morgengrauen griffen vier Divisionen des britischen XV. Korps auf einer Front von 5,5 km Breite vor Tagesanbruch an, überrumpelten mit 22.000 Mann die deutschen Fronttruppen und drangen fast sechs Kilometer tief in das gegnerische Grabensystem zwischen Groß- und Klein-Bazentin ein. Am 13. Juli war von den Deutschen bei Longueval noch rechtzeitig die 123. Infanterie-Division eingeschoben worden, der rechte Flügel der 12. Reserve-Division unter General von Kehler wurde auf Ginchy zurückgenommen. Am rechten Flügel drang die 9. Division (Generalmajor Furse) erfolgreich nach Longueval vor, die deutschen Truppen konnten sich jedoch noch im nördlichen Teil des Dorfes halten. Links davon griff die 3. Division (Generalmajor Haldane) gegen Bazentin le Grand an. Beim folgenden Angriff eroberte die vorgezogene 7. Division (Generalmajor Watts) zunächst bis 3.25 Uhr den Wald von Bazentin le Grand und stürmte dann bis 7.30 Uhr auch den Ort Bazentin le Petit. Am linken Flügel drang die 21. Division (Generalmajor Campbell) in den Wald von Bazentin le Petit ein und half bei der Säuberung des Dorfes. Der Geländegewinn, mit dem die Briten ihr Tagesziel vom 14. Juli erreicht hatten, stand im herben Gegensatz zu den dafür bezahlten Verlusten von 9.194 Mann an Toten und Verwundeten.

Gegenüber dem englischen XIII. Corps war vor Sailly die 24. Reserve-Division bereitgestellt und bei Rancourt war die 8. bayerische Reserve-Division bereits in die Front eingeschoben worden. Die bereits wankende 11. Reserve-Division unter Generalleutnant Friedrich Rüdiger von Hertzberg wurde durch die 23. Reserve-Division verstärkt. Während die 21. Division den Angriff noch auf die nordwestliche Ecke des Dorfes Bazentin le Petit fortführte, wurde die vollständige Einnahme von Longueval befohlen. Zuvor musste die Kontrolle über den Delville Wood gewonnen werden, weil den deutschen Truppen daraus gefährliche Flankenangriffe gestattet wurden. Die 21. Division wurde bereits am 15. Juli von der 33. Division in Bazentin le Petit abgelöst, und die 7. Division (Generalmajor Herbert Watts) übernahm östlich des Waldes von Bazentin le Grand 270 Meter der bisherigen Front der 3. Division. Die der 9th (Scottish) Division (Generalmajor William Furse) zugeteilte südafrikanische 1. Brigade unter Brigadegeneral Henry Lukin wurde angewiesen, Delville Wood zu erobern und die 91. Brigade der 7. Division griff gegen den High Wood an.

Links von der 7. Division deckte die 33. Division (Generalmajor Herman Landon) den Angriff durch ein Vorgehen in Richtung auf Martinpuich. Auf der gegenüber liegenden Seite war soeben die deutsche 183. Infanterie-Division durch die 7. Division abgelöst worden. Die Südafrikaner trafen in Delville Wood auf das Abwehrfeuer der deutschen 3. Garde-Division. In Kämpfen bis um Mitternacht konnte der südliche Wald besetzt werden, die deutschen Truppen hielten nur noch die nordwestlichen Ecke des Waldes nach Longueval. Der Artilleriebeschuss hatte die Bäume zerschossen und bis auf ihre Wurzeln freigelegt. Dies machte es sehr schwierig, Gräben zu graben. Ein Bataillon des RIR 107 der deutschen 24. Reserve-Division griff noch um 11:30 Uhr aus dem Südosten her an und konnte sich 73 Meter tief vordringen, bevor es selbst zum Eingraben gezwungen wurde. Die 9. (schottische) Division beschloss, die Angriffe zu verschieben, bis die schwere Artillerie das Dorf Longueval am 17. Juli um 4:00 Uhr morgens erneut bombardieren konnte. Die Einnahme von High Wood wurde als vorläufig unmöglich eingestuft und die 91. Brigade wurde um 23.25 abends zurückgezogen und der Wald von der Divisionsartillerie bombardiert. Die Angriffe auf Delville Wood führten nur noch zu schweren Verlusten. Die Südafrikaner hatten nach drei Tagen bereits 2.536 Mann Tote und Verwundete und mussten durch die 17. (Northern) Division, später durch die 14. und 20. leichte Division abgelöst werden.

Am 22./23. Juli führte die neu herangeführte 51st (Highland) Division (General G. M. Harper) einen neuen Angriff gegen den High Wood, die vorne angesetzte 154. Brigade wurde unter schweren Verlusten von den deutschen Truppen zurückgeschlagen. Bis zur Ablösung am 7. August hatte die Highlander mehr als 3.500 Mann verloren, darunter 150 Offiziere. Die Kämpfe um Delville Wood wurden noch bis Ende August weitergeführt. Ab 19. Juli wurde zur besseren Befehlsführung der Abschnitt der deutschen 2. Armee geteilt und neu gegliedert: Nördlich der Somme wurde die neue 1. Armee mit Hauptquartier in Bourlon gebildet und General der Infanterie Fritz von Below unterstellt, südlich des Flusses übernahm die 2. Armee – jetzt unter General der Artillerie Max von Gallwitz mit Hauptquartier in St. Quentin – die Führung. Beide Armeen wurden bis zur Neuorganisation, welche bereits Ende August erfolgte, zur „Heeresgruppe Gallwitz“ zusammengefasst. Nördlich der Somme verblieb die bewährte Gruppe Stein (XIV. Reserve-Korps) zwischen Gommecourt und Thiepval in ihren alten Stellungen. Die Reste der im Hauptangriffsfeld liegenden 28. Reserve-Division waren durch die Gruppe Sixt von Armin (Generalkommando IV. Armee-Korps) mit der 7. und 8. Division abgelöst, die Gruppe Goßler mit der 24. Reserve-Division, 123. Infanterie-Division und 11. Reserve-Division verteidigte südlich davon bis zur Somme.

Am 23. Juli um 3:40 morgens führte die englische 30. Division (Generalmajor Sir John S. M. Shea) den nächsten Vorstoß auf Guillemont durch. Mit jeweils einem Bataillon griff die 21. Brigade aus dem Trônes Wood und aus der Longueval Alley nach Norden an. Die vorhergehende Bombardierung des Dorfes und der Gräben war äußerst zerstörerisch gewesen, ebenso zeigte das Sperrfeuer der schweren Artillerie auf der Linie von der Falfemont Farm nach Wedge Wood, über Leuze Wood, östlich von Guillemont bis südlich von Ginchy zerstörerische Wirkung. Die aus dem Trônes Wood angreifende Infanterie erreichte die deutschen Drahtverhaue mit nur wenigen Opfern, wo sie dann vom deutschen Artillerie- und Maschinengewehrfeuer erfasst wurden. Die von der sächsischen 24. Reserve-Division (Generalmajor Max Morgenstern-Döring) gestellte Verteidigung von Guillemont hielt trotz schwerer Verluste stand. Zu weit vorne kämpfende britische Truppen wurden abgeschnitten und nachdem Verstärkungen eingetroffen waren, überwältigt. 

Die 30. Division hatte am 30. Juli durch den Abschnitt der 35. Division die Linie zwischen Falfemont Farm nach Guillemont nochmals anzugreifen, die 2. Division sollte gleichzeitig von Waterlot Farm bis nach Maurepas vorzugehen, wo ein gleichzeitiger Angriff der französischen 6. Armee erfolgen sollte. Um 4:45 Uhr morgen griff die 89. Brigade gegen Falfemont Farm bis zum Rand von Guillemont an, das Dorf selbst wurde der 90. Brigade zum Ziel bestimmt. Der Bahnhof von Guillemont und die dortigen Gräben im Nordwesten wurden von der 5. Brigade der 2. Division angegriffen. Im Dunkel reichte die Sicht nur auf kurze Distanz, der Weiler Maltzhorn und die Gräben in der Nähe wurden gemeinsam von einem britischen Bataillon von Westen her und einem Teil der französischen 153. Division (General Magnan) aus dem Süden gestürmt. Die 90. Brigade ging zu beiden Seiten der Straße des Trônes Waldes nach Guillemont vor und drang mit geringen Verlusten ins Dorf ein. Links griff auch die 3. Division (Generalmajor Aylmer Haldane) gegen den Delville Wood und Longueval an. Die rechts angesetzte 8. Brigade wurde beim Versuch das Gelände südlich der Eisenbahn zu nehmen, aufgehalten und auf die Waterlot Farm zurückgedrängt, von wo aus sie am Morgen einen deutschen Gegenangriff abwehren konnte. Die 9. Brigade griff bei Delville Wood und Longueval an, auch dieser Vorstoß wurde bald durch Maschinengewehrfeuer von Nordosten und von Ginchy her gestoppt, was den allgemeinen Rückzug zur Folge hatte. Das Scheitern des Angriffes am 30. Juli beruhte auf gleichen Gründen wie der vorherige am 23. und wurde von der Führung des XIII. Corps auf die Schwierigkeit zurückgeführt, dass die Angriffsverbände von Südwesten und Westen her aus von zwei Seiten unter Flankenfeuer standen.

### Schlacht bei Pozières

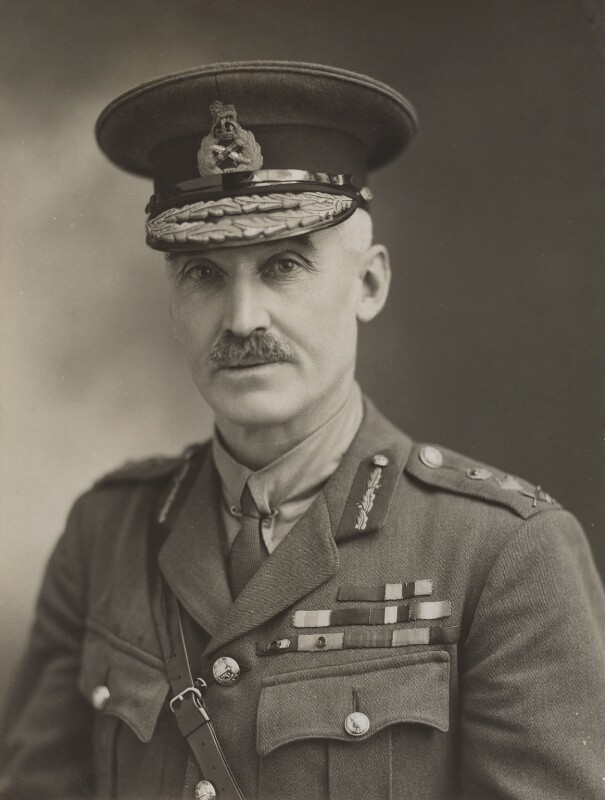
Henry Horne, Kommandeur des englischen XV. Corps

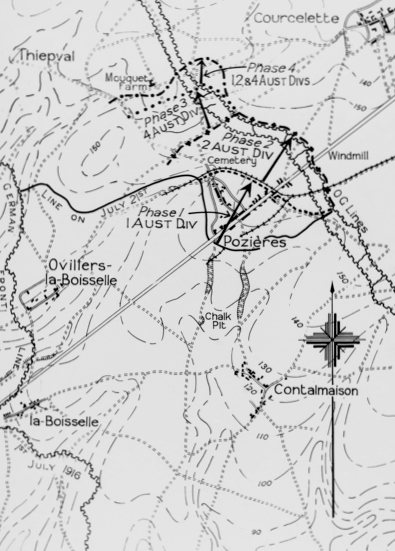
Schlacht bei Pozières

Mitte Juli wurde südöstlich bei Pozières das I. ANZAC-Korps unter General Birdwood an der Front eingeführt und löste das III. Corps ab. Zu diesem Zeitpunkt konzentrierte sich die britische Strategie auf die Eroberung des Höhenkamms östlich des Dorfes Pozières, von wo aus ein Flankenangriff auf die deutschen Stellungen weiter nördlich in Thiepval durchgeführt werden konnte, die am 1. Juli nicht dem britischen Angriff zum Opfer gefallen waren. Während dieses Kampfes übernahm im Raum südwestlich Bapaume das Generalkommando des deutschen IV. Armee-Korps unter General Friedrich Sixt von Armin die Befehlsführung. Die 7. Division verteidigte jetzt das schwer bedrängte Pozières. Die im Nachtmarsch herangeführte 8. Division setzte zum Gegenstoß ein, der den verlorenen Delville-Wald zurückgewinnen sollte. Nicht zuletzt aufgrund des zu langsamen Vorgehens der britischen Reserven konnte auf diese Weise der entscheidende Durchbruch verhindert werden, so dass man auf deutscher Seite die Front wieder stabilisieren konnte.

Am 23. Juli, um 12.30 Uhr durchbrach die australische 1. Division (Major General Sir Harold Walker) die deutsche Front und erreichte die Hauptstraße nach Pozières. Im Morgengrauen führten die Deutschen einen Gegenangriff durch, aber die Australier konnten standhalten. Pozières fiel in der Nacht vom 23. auf den 24. Juli in die Hand der australischen 2. Division (Generalmajor James Gordon Legge), weitere Gewinne wurden in der Nacht vom 24. auf den 25. Juli erzielt. Die Deutschen reagierten nach dem Verlust von Pozières, indem sie den Großteil ihrer Artillerie auf die Australier konzentrierten. Ständiges Sperrfeuer wurden auf Pozières gerichtet und schufen eine verlustreiche Situation für Truppen, die sich im Dunkeln zu neuen Angriffen formierten. Nach dem Verlust von Pozières wurde die Gruppe Sixt von Armin herausgezogen und durch die „Gruppe Boehn“ (IX. Reserve-Korps mit 17. und 18. Reserve-Division, sowie 117. Infanterie-Division) ersetzt.

Die australische 2. Division wurde angewiesen, die Höhen östlich von Pozières zu nehmen. Der neue Angriff setzte am 29. Juli um 12.15 Uhr ein, die Deutschen waren aber bereit und der fehlgeschlagene Angriff brachte den Australiern 3.500 Mann an Verlusten. Der Kommandeur der australischen 2. Division bat darum, dass seine Männer erneut angreifen könnten, anstatt nach einem Misserfolg zurückgezogen zu werden. Nach einem heftigen Bombardement am 4. August eroberten die Australier die Höhen von Pozières. Die erschöpfte 2. Division wurde abgelöst und die australische 4. Division (Generalmajor William Holmes) nahm die Positionen auf den Höhen von Pozières ein. Die Australier griffen den Grat entlang nach Norden an und erreichten in zehn Tagen ununterbrochener Angriffe die Mouquet Farm. Die „Gruppe Boehn“ wurde bereits am 12. August durch die „Gruppe Laffert“ (24. und 40. Infanterie-Division, sowie 16. Infanterie-Division) abgelöst, die nach zwei Wochen durch das Garde-Reserve-Korps („Gruppe Marschall“) ersetzt wurde. Mouquet Farm widerstand der Besetzung noch bis zum 26. September, mit dem Auslaufen des großen englischen Tankangriffes bei Flers. In sechs Wochen hatten die drei eingesetzten australische Divisionen bei den Kämpfen in Pozières und Mouquet Farm 23.000 Mann verloren, von diesen wurden 6.800 Mann getötet oder starben infolge ihrer Wunden. Die Anzac-Verbände wurden vom Kanadischen Korps (General Julian Byng) abgelöst, die ab 15. September bei Mouquet Farm angriffen.

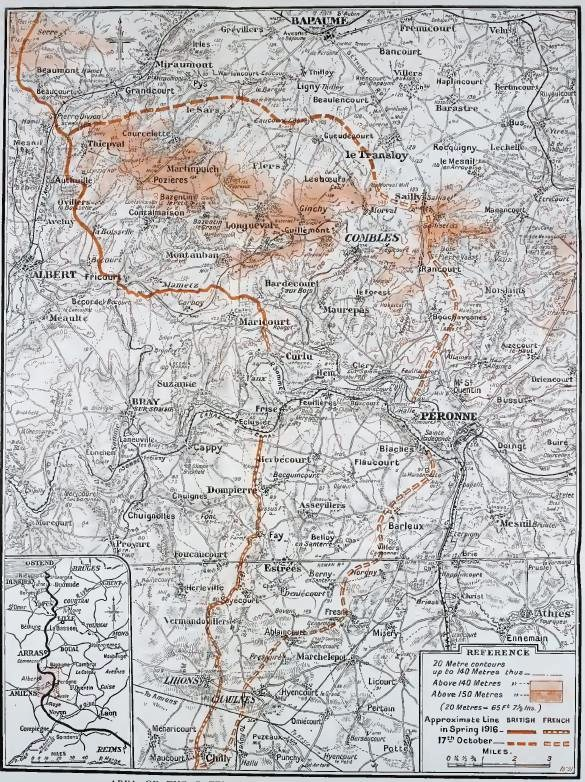
Frontverlauf an der Somme vom 1. Juli und Mitte Oktober 1916

Britischer Graben bei Ovillers-la-Boisselle, Juli 1916
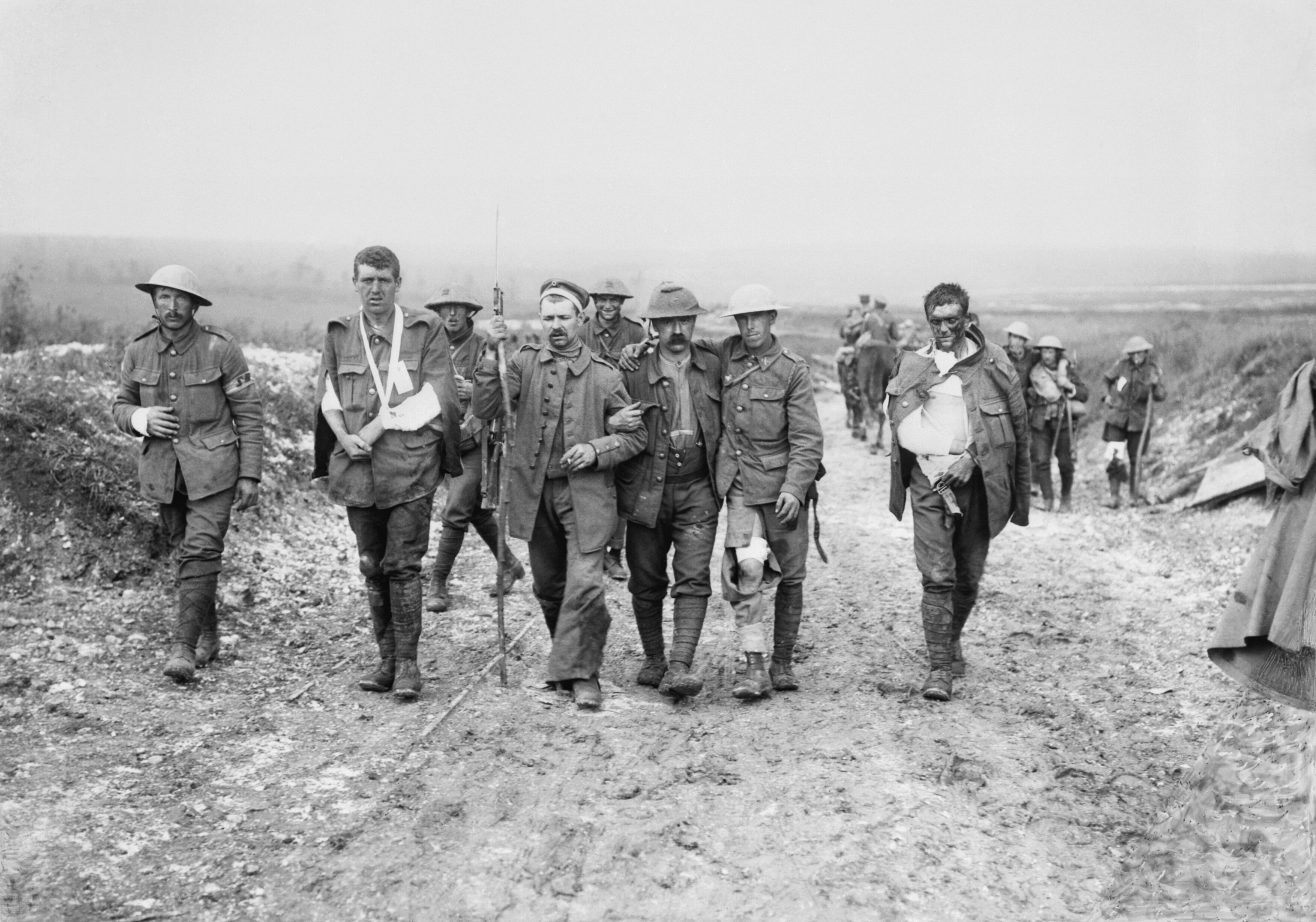
Verwundete britische Soldaten, 19. Juli 1916
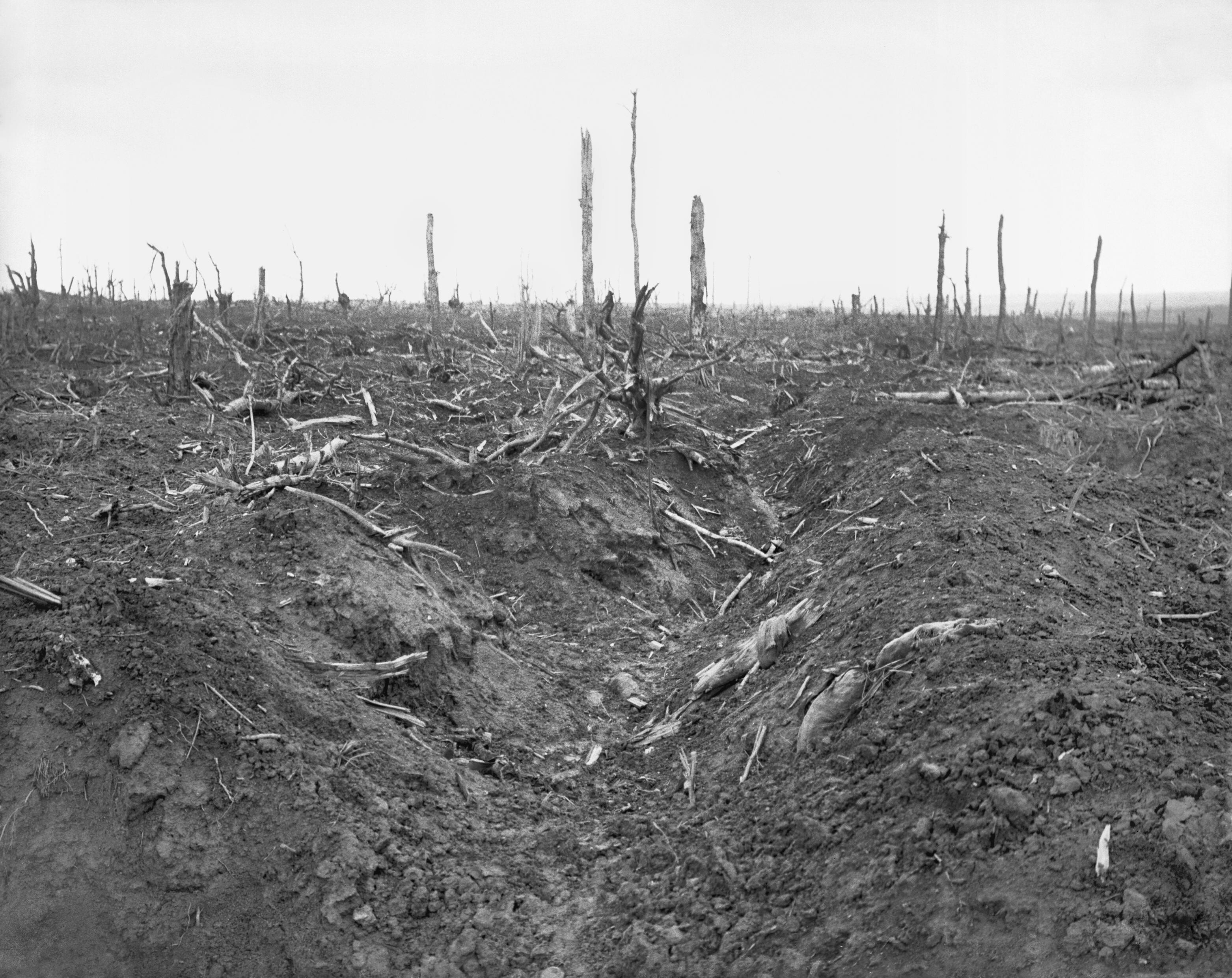
Deutsche Gräben im „Wald“ von Delville, Sept. 1916

## Die Kämpfe im August und September
Bereits Ende Juli wurde im Hauptangriffsfeld nördlich der Somme wieder die Ablösung von abgekämpften deutschen Verbänden notwendig. Die Gruppen Sixt von Armin und Goßler wurden durch das IX. Reserve-Korps (Gruppe Boehn mit der 117. Infanterie-Division, 17. und 18. Reserve-Division), dem württembergischen XIII. Armee-Korps sowie vom Generalkommando XII. Reserve-Korps mit der 8. bayerischen Reserve-Division und der 23. Reserve-Division an der Frontlinie zwischen Thiepval – Combles – Maurepas bis zur Somme abgelöst. Auch das Bayerische I. Reserve-Korps unter General Karl von Fasbender war der 1. Armee bereits Ende Juli als Reserve zugeführt worden und übernahm südlich von Combles den linken Abschnitt der in Front verbleibenden „Gruppe Kirchbach“. Das neu zugeführte XIII. Armee-Korps übernahm am 3. August als „Gruppe Watter“ die Befehlsführung, die 26. Infanterie-Division (Generalleutnant Wilhelm Karl von Urach) hielt östlich des Delville Wood die Trümmer des Dorfes Ginchy und die 27. Infanterie-Division (Generalleutnant Otto von Moser) verteidigte mit dem Infanterie-Regiment Nr. 120 und 124 nach der Ablösung der 24. Reserve-Division (am 29. Juli) die wichtigen Stellungen von Guillemont.

Am 13. August wurde die von den Franzosen schwer bedrängte bayerische 8. Reserve-Division beiderseits Maurepas wieder herausgezogen. Die 5. Reserve-Division hielten diese Ortschaft tagelang, bis sie am 24. August endgültig den Franzosen überlassen werden musste. Die Bayern hatten dabei 4500 Mann verloren und mussten am 27. August durch die 1. und 2. Garde-Division abgelöst werden. Die verbündeten Oberbefehlshaber Foch und Haig trafen sich Anfang August, um die Umverteilung der Angriffstruppen der französischen 6. Armee auf das Nordufer und die Übertragung der Operationen am Südufer an die 10. Armee (General Joseph Alfred Micheler) zu besprechen. Am Nordufer sollte das abgekämpfte 20. Corps durch das 1. und 7. Corps der Generale Adolphe Guillaumat und Georges de Bazelaire ersetzt werden. Die französische 10. Armee wurde um das 2. Corps (3. und 121. Division) verstärkt; südlich der Somme hatte jetzt das 33. Korps (70. und 77. Division) des Generals Nudant die Aufgabe, über Biaches den Durchbruch auf Peronne zu erreichen.

Henry Rawlinson traf am 9. August mit General Congreve und den Kommandanten der 55., 2. und 24. Division zusammen und setzte weitere Angriffe aus, bis gründlichere Vorbereitungen getroffen worden waren. Die 2. Division wurde in der Nacht vom 9. auf den 10. August von der 24. Division (Generalmajor John Edward Capper) abgelöst, die 55. Division (General Hugh Jeudwine) wurde vor Guillemont eingeschoben. General Haig vereinbarte dann mit Joffre einen weniger ehrgeizigen gemeinsamen Angriff von der Somme bis nach High Wood und legte damit den nächsten Großkampftag an der Somme für den 18. August fest. Die deutsche 27. Infanterie-Division konnte in 25 Tagen ihres Einsatzes ihre Stellungen in den Großkampftagen vom 8. und 18. August halten; sie wurde nach den Verlust von 920 Toten und 3550 Verwundeten am 23. August wieder herausgezogen und durch die 111. Infanterie-Division abgelöst. Die 26. Infanterie-Division wurde durch die 56. Infanterie-Division ersetzt; die Befehlsführung übernahm das nach rechts verschobene Generalkommando des XII. Reserve-Korps („Gruppe Kirchbach“).

Nachdem Generalleutnant Lord Cavan, Kommandeur des englischen XIV. Corps, Mitte August nach der Verwundung des Generals Congreve auch den Frontabschnitt des XIII. Corps übernommen hatte, hielt er ein Treffen mit den Divisionskommandanten ab, um den nächsten Angriff auf Guillemont zu erörtern. Am 16. August rückte die französische 153. Division nordwestlich von Maurepas vor, bis sie um 22:30 Uhr durch einen deutschen Gegenangriff zurückgeschlagen wurde. Die Generale Haig und Foch trafen sich nochmals am 19. August und vereinbarten neue Pläne zur Eroberung von Guillemont, kombiniert mit gleichzeitigen französischen Angriffen in Richtung nach Maurepas. Waren die Sturmangriffe bisher fast ausnahmslos in den Morgenstunden erfolgt, griffen die Engländer und Franzosen am 24. August erst etwa 19:00 Uhr zwischen Thiepval und der Somme an. Der 16. Infanterie-Division (Generalleutnant Fuchs) der „Gruppe Laffert“ ging dabei ein Frontvorsprung südlich von Thiepval verloren, während die „Gruppe Kirchbach“ in der Schlacht um Guillemont im verlustreichen Großkampf lag.

### Neue deutsche Kommandostruktur und Abwehrtaktik
Am 29. August 1916 wurde Erich von Falkenhayn durch Paul von Hindenburg und Erich Ludendorff abgelöst. Ludendorff entwickelte sich schnell zum faktisch alleinigen Entscheidungsträger der Obersten Heeresleitung und begab sich persönlich an die Somme, um vor Ort einen Eindruck von der militärischen Lage zu gewinnen. Er erkannte, dass die noch von Falkenhayn angeordnete Taktik des deutschen Heeres zu sehr hohen Verlusten führte, und beauftragte eine Gruppe von Offizieren mit der Ausarbeitung einer neuen taktischen Doktrin. Die vordersten deutschen Frontabschnitte wurden nun nicht mehr aus voll besetzten (und immer wieder aufzufüllenden) Schützengräben gebildet, sondern durch eine dünne, aber flexible Linie schachbrettartig angeordneter Maschinengewehrnester ersetzt. Diese Maßnahme reduzierte die Verluste bei gegnerischem Trommelfeuer und gegnerischen Angriffen. Die deutsche Abkehr von einer starren Verteidigung sämtlicher Frontabschnitte kam zu spät, um den Verlauf der Somme-Schlacht noch entscheidend beeinflussen zu können. Allerdings sanken nun die deutschen Verluste. Die britische Armee führte ihre Offensive derweil mit französischer Unterstützung auch im August und September fort. Sie erzielte dabei nur geringe Geländegewinne, die stets mit enormen Verlusten verbunden waren.

Die neugebildete Heeresgruppe „Kronprinz Rupprecht“ übernahm im Somme-Abschnitt Ende August die Leitung sämtlicher deutscher Operationen von der dort kurzzeitig führenden Heeresgruppe Gallwitz. Ab 6. September trafen aus dem Abschnitt der Heeresgruppe des deutschen Kronprinzen (Raum Verdun) nacheinander die 10. Ersatz-, 13., 38. und 6. bayerische Division an der Somme ein. Anschließend nahm die deutsche Heeresleitung eine Umgruppierung vor.

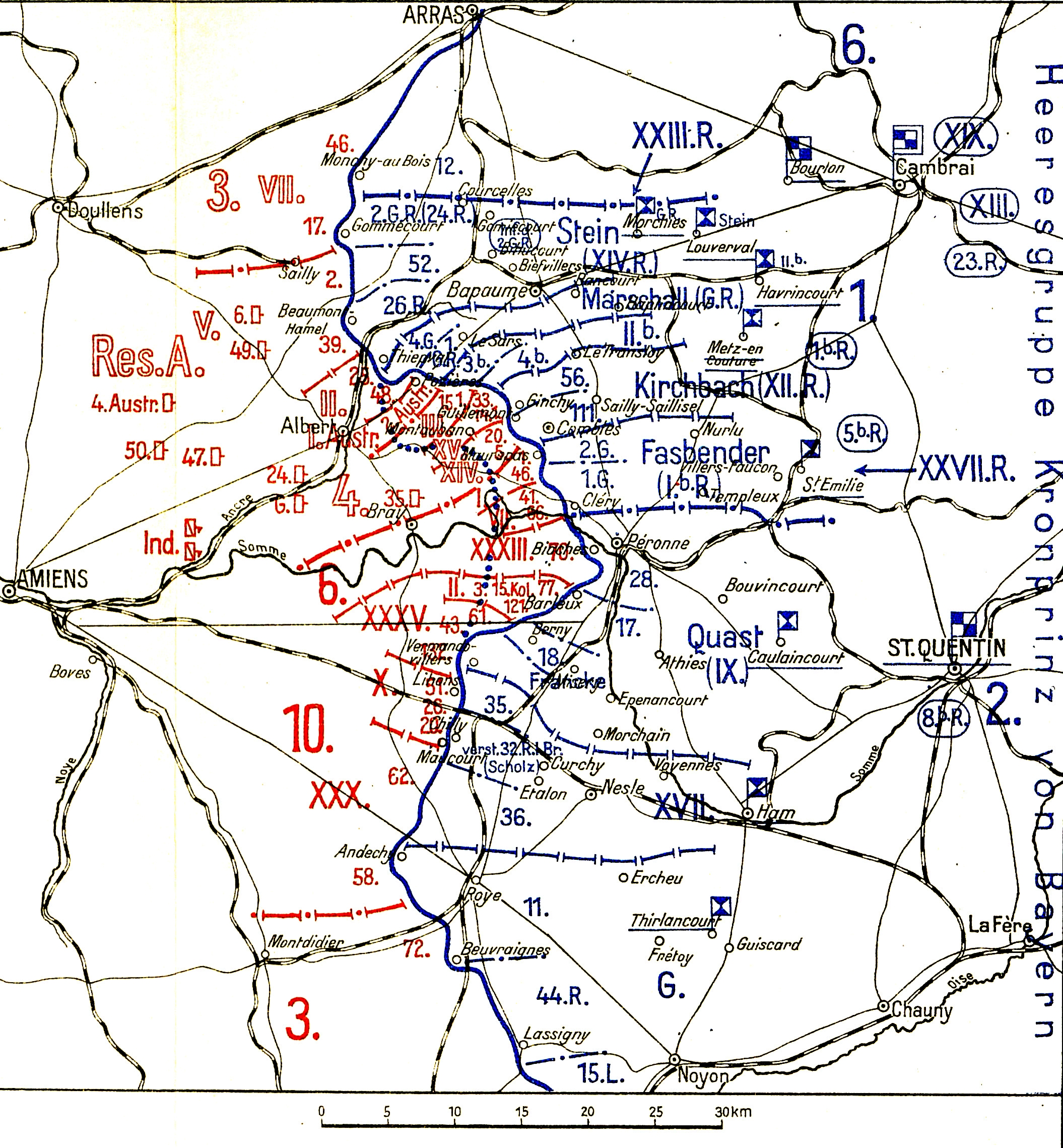
Somme-Schlacht, die Lage am 28. August 1916.

Am linken Flügel der 1. Armee übernahm General der Infanterie von Ehrenthal (XXVII. Reserve-Korps) anstatt der „Gruppe Fasbender“ das Kommando, durch Einschieben der 13. Division wurden zwecks leichterer Verteidigung im Raum Cléry schmalere Abschnitte geschaffen. Am rechten Armeeflügel wurde der Abschnitt des XIV. Reserve-Korps verkürzt, zwischen Thiepval und Pozieres war die 1. Garde-Reserve-Division sowie die 4. Garde-Division in die Front eingeschoben worden. Gleichzeitig löste die 3. und 4. bayerische Division die abgekämpften Verbände im Raum östlich von Pozieres ab, beide blieben im Verband des II. Bayerischen Korps (Gruppe von Stetten), waren aber zur besseren Koordination der Abwehrkämpfe taktisch dem Generalkommando der Gruppe des Generals Marschall von Altengottern unterstellt worden. Im restlichen Armeebereich lösten die 5. bayerische Division, die 45. und 54. Reserve- sowie die 185. Infanterie-Division fünf verbrauchte Großverbände ab. Im Bereich der den Franzosen gegenüberliegenden 2. Armee wurden die 11. und 10. Ersatz-Division als Ablöseverbände bestimmt.

### Erster Panzereinsatz bei Flers-Courcelette am 15. September

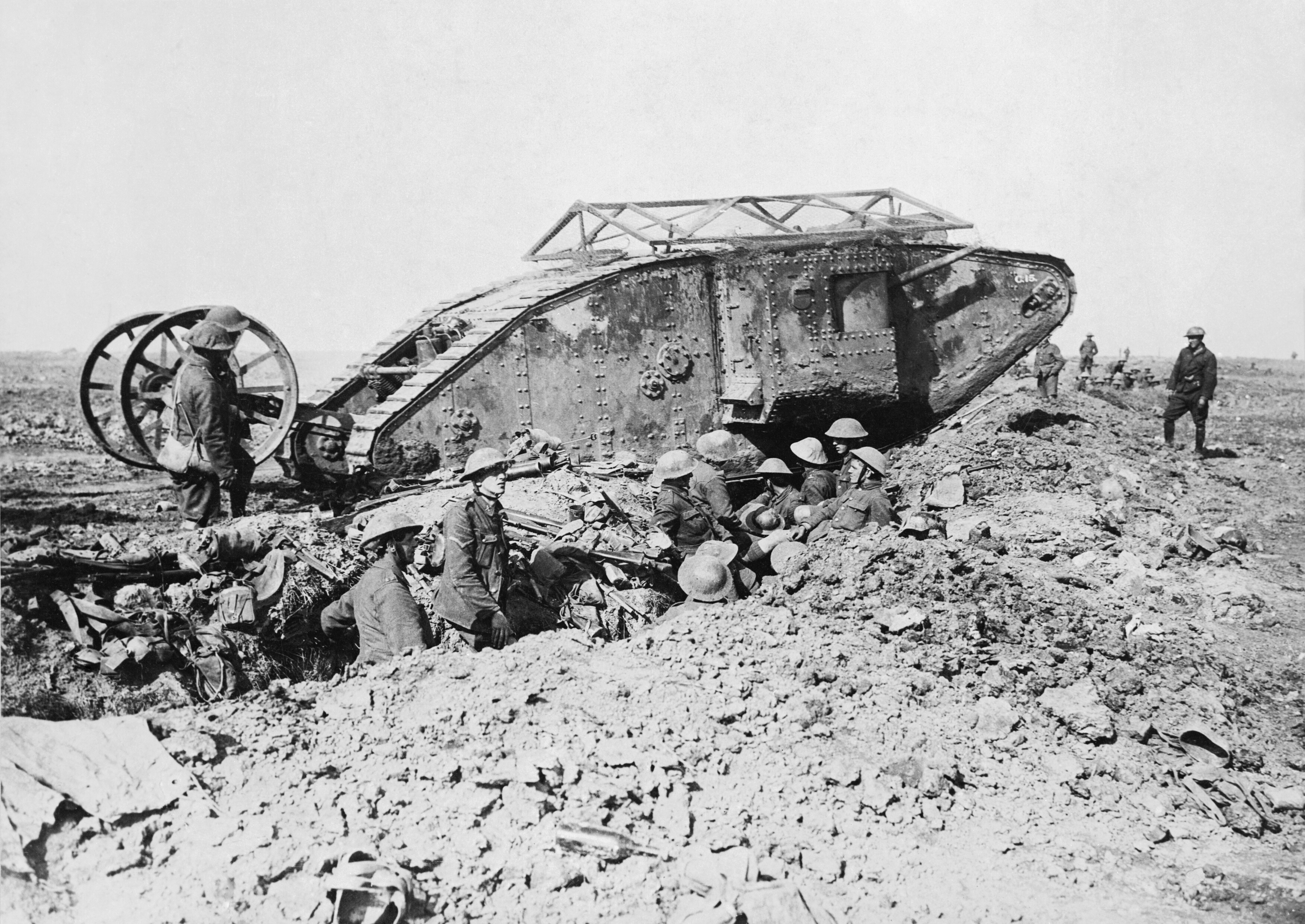
Britischer Tank Mark I am 25. September 1916

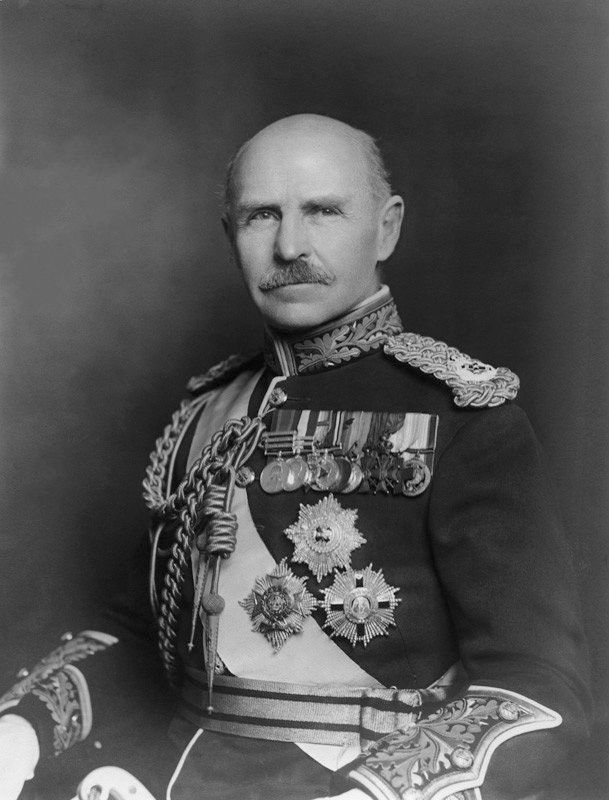
Rudolph Lambert Lord Cavan, Kommandeur des englischen XIV. Corps

Zwischen 3. und 6. September eroberte die 7. Division das Dorf Guillemont und am 9. September nach deren Ablösung die irische 16. Division (Generalmajor W.B. Hickie) im Zusammenwirken mit der 56. Division im Kampf mit der deutschen 185. Infanterie-Division (Generalmajor von Uthmann) das Dorf Ginchy; dies war die Voraussetzung für den geplanten Vorstoß der Franzosen auf Combles. Um eine schnelle Entscheidung herbeizuführen, entschlossen sich die Briten am 15. September zum ersten Kriegseinsatz von Panzern in der Geschichte. Diese sollten der Infanterie vorangehen und die vorderste deutsche Linie zwischen Courcelette und Combles aufreißen. Von ursprünglich 49 Panzern, die man in beabsichtigter Irreführung „Tanks“ nannte, blieben 17 mit technischen Problemen auf dem Weg zur Front stehen. Die verbliebenen 32 Panzer (oder 39 Panzer an anderer Quelle) vom Typ Mark I gingen am frühen Morgen beim Dorf Flers zum Angriff über. Der Anblick dieser neuartigen Kriegsgeräte verursachte bei vielen deutschen Soldaten anfangs Panik, doch fielen noch am selben Tag weitere Panzer mit technischen Defekten und Scheitern am Gelände, während andere von der deutschen Artillerietreffern zerstört wurden.
 Dem britischen XIV. Korps unter Lord Cavan am rechten Flügel gelang der erwartete Durchbruch auf Combles nicht, rechts war die 56. Division (Generalmajor C.P.A. Hull) östlich Guillemont schnell festgelaufen, die 6. Division (Generalmajor C. Ross) rang im Leuze-Wald, die links eingesetzte Guards Division (Generalmajor Geoffrey Feilding) erzielte nach Nordosten auf Ginchy etwa zwei Kilometer Geländegewinn. Im Zentrum des britischen Angriffs hatte das XV. Korps mehr Erfolg; seine Divisionen machten gegenüber dem Bayerischen II. Armee-Korps an diesem Tag die größten Fortschritte: Die 14. Division (Generalmajor V. A. Couper) konnte rechts die bayerische 5. Division aus dem Frontvorsprung östlich des Delville-Waldes hinausdrängen. In der Mitte des Korps folgte die 41. Division (Generalmajor S.T.B. Lawford) und die New Zealand Division (Generalmajor Andrew H. Russell) aus Longueval den durchbrechenden Tanks und erreichten Flers. 

Rechts davon machte auch das III. Korps (Pulteney) einige Fortschritte, aber zu einem hohen Preis. Die 47. Division (Generalmajor C. St.L. Barter) erlitt schwere Verluste im Foureaux-Wald, die benachbarte 50. Division (Generalmajor Percival S. Wilkinson) erreichte aber die dritte deutsche Verteidigungslinie vor Einbruch der Dunkelheit. Die schottische 15. Division (Generalmajor F.W. McCracken) entriss links davon der bayerischen 3. Division das Dorf Martinpuich. Am linken Flügel konnte die kanadische 3. (Generalmajor Louis Lipsett) und 2. Division (Generalmajor R.E.W. Turner) bis zum Abend die deutsche 45. Reserve-Division aus Courcelette hinausdrängen. Das britische II. Korps vor Thiepval unterstützte das Kanadische Korps (Julian Byng), das aus dem Raum Pozières angriff, durch einen Angriff der 11. Division gegen Mouquet-Farme, kam aber am Widerstand der 4. Garde-Division nicht vorbei. Damit blieb der britische Angriff letztlich stecken.
Während sich auf deutscher Seite der rechte Flügel der 1. Armee – die „Gruppe Marschall“ (Generalkommando Garde-Reserve-Korps) um Thiepval mit der 4. Garde-Division und der 207. Infanterie-Division – in ihren Stellungen behaupten konnte, waren die in der Mitte ringenden Einheiten — die 45. Reserve-Division sowie die bayerische 3. und 5. Division — stellenweise überrannt worden. Nur südöstlich von Martinpuich, am Rand des Foureaux-Waldes und nördlich von Combles hielten die 4. Bayerische und die 185. Infanterie-Division die seitwärts der Tanks vorgehenden britischen Sturmtruppen durch ihr Maschinengewehrfeuer auf. Deutsche Gegenangriffe der „Gruppe Kirchbach“ (XII. Reserve-Korps) stießen auf starke feindliche Reserven, mit denen an der Linie Courcelette—Martinpuich—Flers bis zum Monatsende gekämpft wurde.

Nachdem die technisch noch unausgereiften und langsamen Panzer den erhofften Durchbruch auf alliierter Seite wieder nicht erreichen konnten, wurde die verlustreiche Somme-Schlacht um einzelne Grabenabschnitte weitergeführt. Die französische 6. Armee unter General Fayolle war seit Anfang August nördlich der Somme mit dem 33. Korps (70. und 77. Division) und gegenüber der „Gruppe Kirchbach“ mit dem 7. Korps (45., 46., 47. und 66. Division) erheblich verstärkt worden. Bei der deutschen 2. Armee wurde daher bis 16. September die Heranführung des XXIII. Reserve-Korps unter General von Kathen notwendig, das mit der 11. Infanterie-Division und der 46. Reserve-Division bei Vermandovillers in die Front eingeschoben wurde. Die französische 10. Armee unter Micheler verlängerte ihren nördlichen Flügel nach Norden, erhielt das 35. Korps unterstellt und griff mit dem 2. und 10. Korps an der Dörferlinie Chilly – Vermandovillers – Soyécourt – Deniécourt – Berny-en-Santerre bis Barleux mit vierzehn Divisionen an. Nach dreitägigem hin- und herwogendem Kampf wurde die deutsche Front zwischen Barleux und Chaulnes erheblich eingedrückt, aber nicht durchstoßen. Die neue Verteidigungslinie der „Gruppe Quast“ und „Gruppe Kathen“ verlief jetzt von Barleux über Fresnes – östlich an Vermandovillers vorbei bis zum Westrand von Chaulnes.

### Schlacht bei Morval ab 26. September

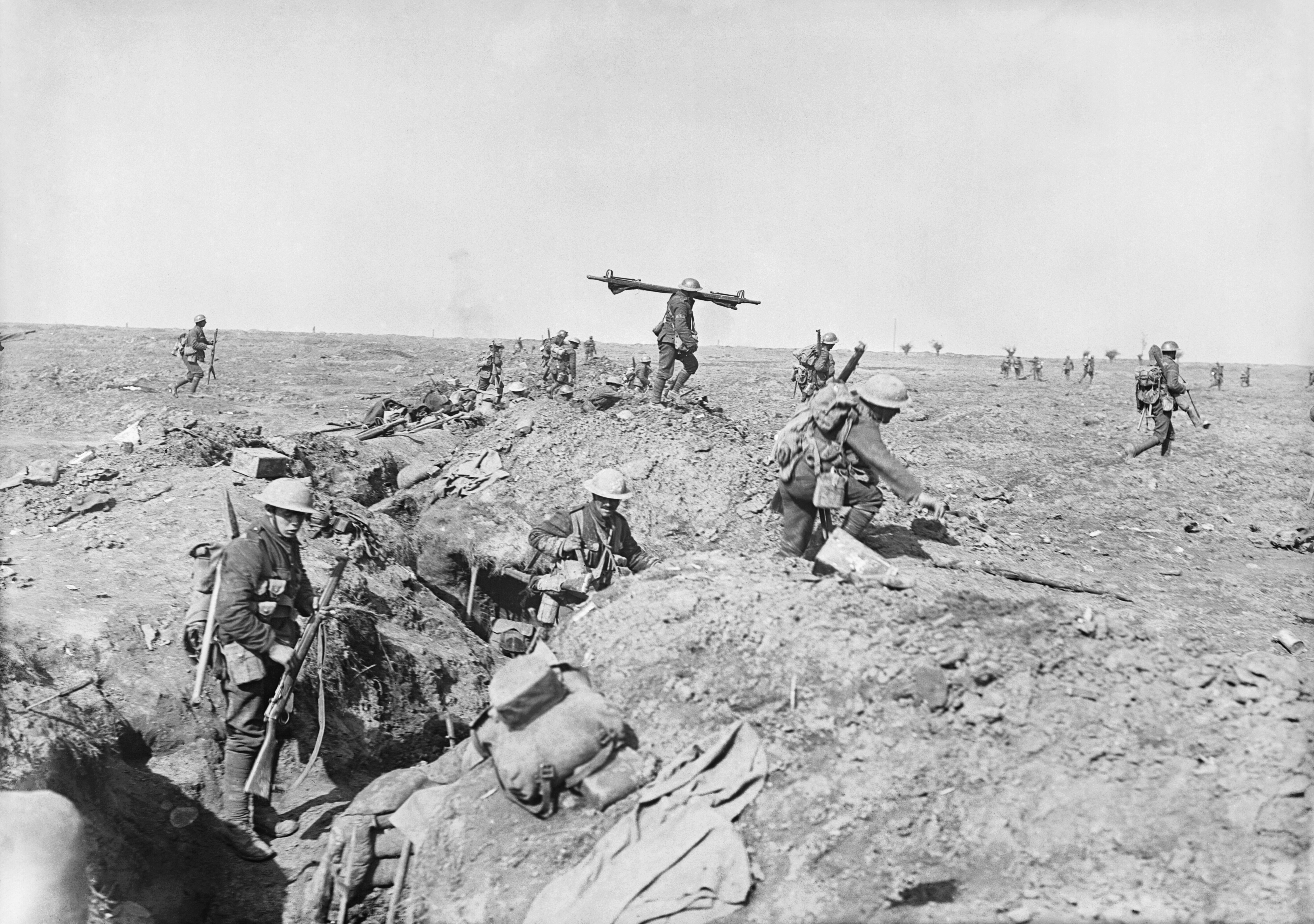
Britische Infanterie bei Morval am 25. September

Zwar hatte die 54. Reserve-Division (Generalleutnant Karl von Knoerzer) während der Tankschlacht bei Flers den Knotenpunkt Combles gehalten, die Stadt blieb aber, im unmittelbaren Frontbereich gelegen, äußerst bedroht. Um einen drohenden britischen Durchbruch auf Bapaume zu verhindern, wurde von der Obersten Heeresleitung das deutsche XXVI. Reserve-Korps unter General Otto von Hügel ab Mitte September von Flandern nach Combles verlegt. Die 51. Reserve-Division unter General Balck löste die 185. Infanterie-Division ab und bezog auf etwa fünf Kilometer Breite Stellung zwischen Morval und Combles, rechts anschließend folgte die 52. Reserve-Division. Im Abschnitt der 51. Reserve-Division wurde am 23. September aus der zugeteilten 37. Reserve-Infanterie-Brigade zusätzlich die 213. Infanterie-Division unter Generalmajor von Bernuth neu aufgestellt.

Am 26. September folgte nach starkem Artilleriefeuer westlich und bei Morval ein weiterer britischer Großangriff durch die Armee Rawlinson. Links war das III. Korps (23. und 50. Division) aus dem Raum Martinpuich nach Norden gegen Le Sars angesetzt, in der Mitte stürmte das XV. Corps (jetzt unter Generalleutnant John Philip Du Cane) mit der 21., 55. und der neuseeländischen Division beiderseits von Flers, rechts führte das XIV. Korps den Hauptstoß gegen Morval. Das XIV. Korps unter Lord Cavan konnte links die aus dem Raum Ginchy vorgehende britische Guards Division Lesboeufs umfassen. Im Hauptangriffsgelände gelang es der britischen 6., 20. und 56. Division am 26. September Combles und Morval zu erobern und die Front in Richtung auf Le Transloy vorzuschieben. Von Rancourt aus versuchte auch der nördliche Flügel der französischen 6. Armee mehrere Angriffe, die an der Front der 213. Division zwar kurzfristig einbrachen, aber bei Sailly sofort abgewiesen werden konnten. Die ebenfalls neu aufgestellte 214. Infanterie-Division, welche den Abschnitt St. Pierre Vaast-Wald östlich von Rancourt hielt und links den Anschluss zur linken Flügelgruppe der „Gruppe von Schenck“ (XVIII. Armee-Korps) nordöstlich Bouchavesnes herstellte, hielt ihre Stellungen.

### Neuer Massenangriff beiderseits Thiepval
Gleichzeitig mit den Angriffen Rawlinsons bei Morval eröffnete auch die Reservearmee unter General Gough am 26. September neue Massenstürme gegen das deutsche XIV. Reserve-Korps („Gruppe Stein“) im Raum Thiepval. Nach kurzer Erholung war die 26. Reserve-Division unter Generalleutnant von Soden unter günstigeren Bedingungen als am ersten Angriffstag wieder in ihrem alten Abschnitt eingerückt. Die Beschießung wurde bereits am 23. September morgens eingeleitet und auch die nächsten Tage fortgesetzt. Allein im Abschnitt des II. Corps (General Claud Jacob) wurden 60.000 leichtere und 45.000 schwere Granaten abgefeuert. Gough hatte links zwei Divisionen (11. und 18.) zum Sturm bestimmt, rechts aus dem Raum Courcelles führte das Kanadische Korps unter General Byng den Angriff. Eine Feuerwalze leitete am 26. September den Angriff der Infanterie ein. Auf der rechten Flanke griff das Kanadische Corps mit der 6. Brigade (kanadische 2. Division) rechts, und mit der kanadischen 1. Division links gegen den sogenannten „Königin-Graben“ und den „Hohenzollern Graben“ an. Die angestrebte Verbindung zur links vorgehenden 11. Division wurde nicht erreicht. Die 11. Division stürmte rechts mit der 34. Brigade gegen die stark verschanzte „Mouquet Farm“ und die „Zollern Redoute“, links davon stürmte die 33. Brigade gegen die „Schwabenfeste“ vor. Am Vormittag des 27. September wurden drei frische Divisionen eingesetzt (kanadische 2. und 3. auf den Flügeln, englische 39. Division in der Mitte). Alle Angriffe führten nicht zum Durchbruch, deutschen Gegenstößen gelang es, den Nordteil der „Schwabenfeste“ und nördlicher davon St. Pierre Divion zu halten.

## Die letzten Großangriffe im Oktober und November

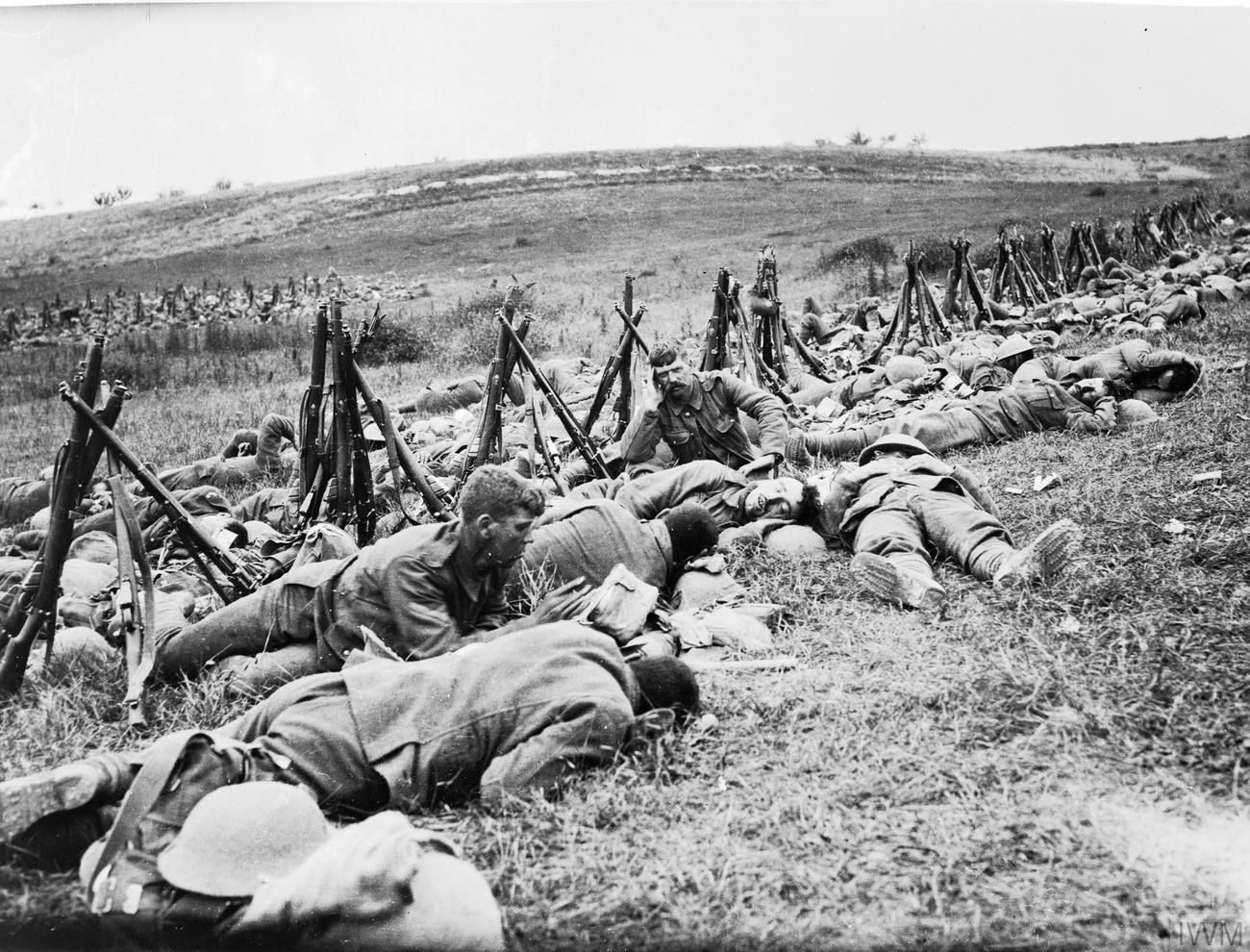
Soldaten des Royal-Warwickshire-Regiments liegen erschöpft auf dem Boden, November 1916

Von den Divisionen der britischen Feldarmee waren bis Anfang Oktober bereits 53 an den Angriffen beteiligt, davon waren 38 zweimal, 13 dreimal und 2 einmal eingesetzt worden. 26 Divisionen waren völlig abgekämpft, 9 weitere mussten zur Auffrischung aus der Front herausgezogen werden. Die Deutschen zogen Ende September weitere Reserven heran: hinter der Gruppe Stein wurde ab 29. September die 4. Ersatz-Division (Generalleutnant von Werder) herangezogen; weiter südlich rückte über Francourt die 6. bayerische Reserve-Division (General Scanzoni) in die vordere Hauptkampflinie ein. Die 18. Reserve-Division (Generalmajor von Wundt) marschierte im Raum Lechelle – Neuville – Ytres, die 15. Division (Generalleutnant von Frentz) bei Etricourt und die 10. Reserve-Division (Generalleutnant Dallmer) bei Nurlu als Eingreifreserve auf.

Mitte September und Anfang Oktober folgten starke Angriffe der 6. Armee unter General Fayolle – das neu eingesetzte französische V. und VI. Korps der Generale Baucheron und Paulinier stürmten im Raum Bouchavesnes bis zur Somme bei Cléry. Auf deutscher Seite wurde dabei das bei Sailly-Saillisel gegenüber liegende Bayerische I. Reserve-Korps (von Fasbender) in schneller Abfolge durch das XVIII. Armeekorps unter Dedo von Schenck und darauf durch das V. Reserve-Korps unter Otto von Garnier abgelöst.

### Schlacht bei Le Transloy ab 8. Oktober

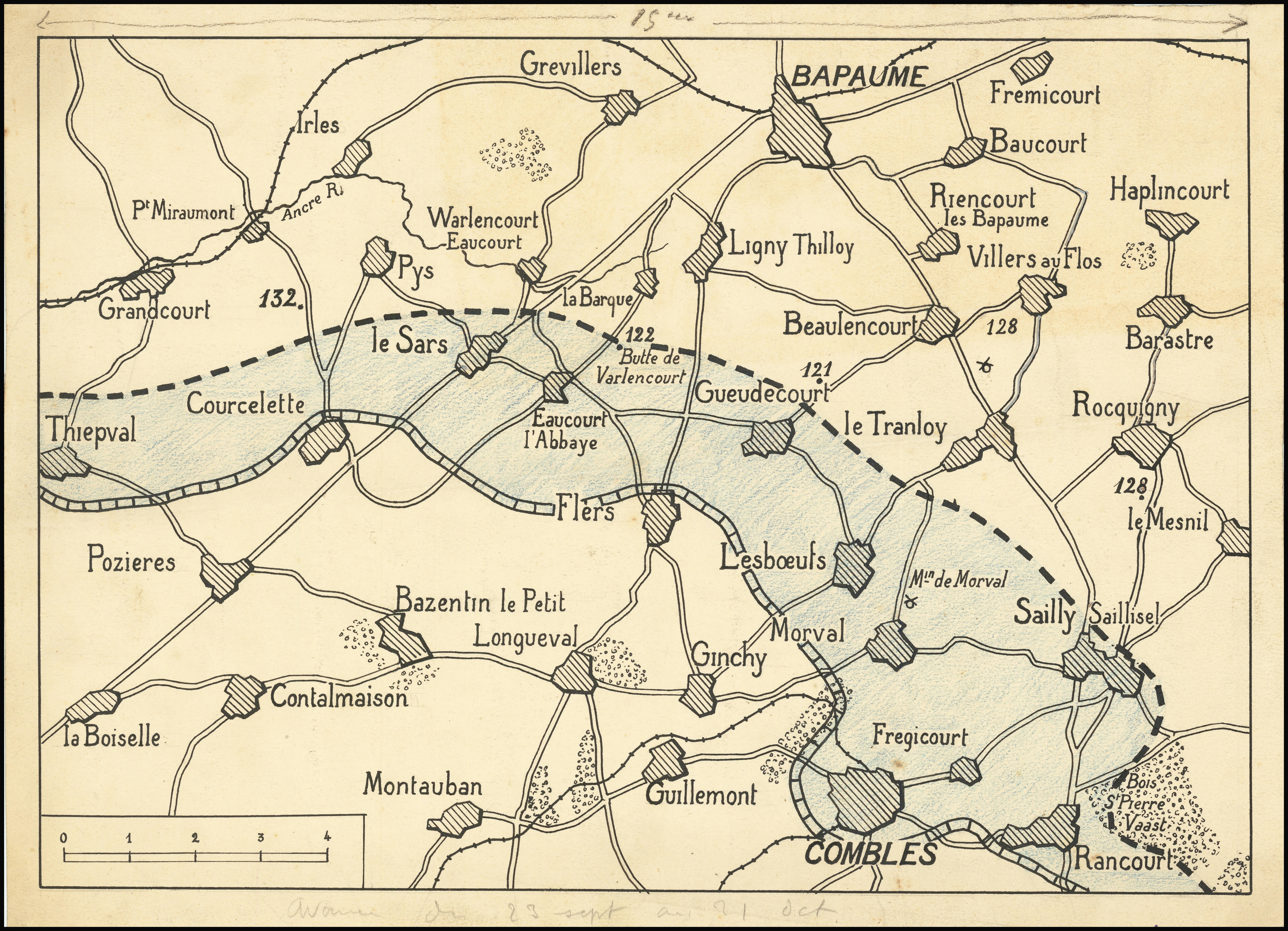
Englische Geländegewinne bis Ende Oktober 1916

Am 7. Oktober wurde bei der deutschen Heeresleitung der Angriffstag für den nächsten Angriff durch Überläufer vorzeitig bekannt, die Lage der deutschen Truppen war daher nicht ungünstig. Auf dem linken Flügel der „Gruppe Stein“ waren bereits die 28. Infanterie-Division eingeschoben; fünf weitere Divisionen wurden für die nötigen Ablösungen bereitgestellt. Die 19. Reserve-Division war zusätzlich als Reserve der Heeresgruppe bei Valenciennes versammelt. Im Laufe des 8. Oktober griff die britische 4. Armee an der gesamten Front an; zuletzt auch nördlich der Ancre und bei Eaucourt l’Abbaye. Der Ort Le Sars, den die 4. Ersatz-Division verteidigte, ging an die britische 23. Division verloren. Die französische 6. Armee griff zwischen Morval und Rancourt gegen Sailly an, das jetzt von der deutschen 18. Division verteidigt wurde. Ab 12. Oktober setzten die Briten im Abschnitt des III. und XV. Corps zwischen Courcelette und Lesboeufs fünf neue Divisionen zum Durchbruch auf La Transloy an.

Die Verstärkung der deutschen Artillerie machte sich durch hohe Verluste fühlbar, die Offensive löste sich mehr und mehr in Teilangriffe auf. Der Kampf dehnte sich bis Thiepval aus, wo es der britischen 39. und 18. Division (Lt. Gen. Ivor Maxse) bis 14. Oktober gelang, die „Schwabenfeste“ vollständig einzunehmen. Am gleichen Tag griffen südlich der Somme drei französische Divisionen auf breiter Front zwischen Barleux und Ablaincourt an, der deutschen 183. Infanterie-Division wurde dabei das Dorf Genermont, der 44. Reserve-Division der Nordteil von Ablaincourt entrissen. Die zwischen Bouchavesnes und Feuillaucourt schnell abgekämpften deutschen Divisionen wechselten dabei fast wöchentlich mit neu herangeführten Verbänden. Am 15. Oktober drangen die Franzosen in den Südteil des schwer umkämpften Dorfes Sailly ein. Am 17. Oktober konnte die britische 47. Division Eaucourt l’Abbaye einnehmen, die Franzosen konnten sich im Nordteil von Sailly festsetzen, sodass die Deutschen den Ort am 18. Oktober aufgeben mussten. Auf der Höhe von Sailly-Saillisel gebot, vom Maas-Abschnitt eintreffend, die bayerische 1. Division und von der Aisnefront herangeführt, die 16. Division, dem französischen Vordringen endlich Halt. Das am 23. Oktober einsetzende Regenwetter erschwerte für beide Seiten alle geplanten Operationen.

### Britische Schlussoffensive an der Ancre (13. bis 18. November)

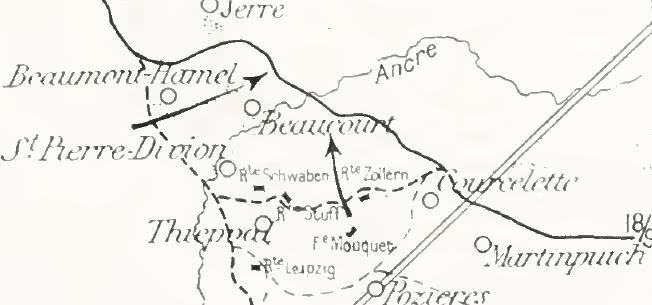
Kampfabschnitt an der Ancre

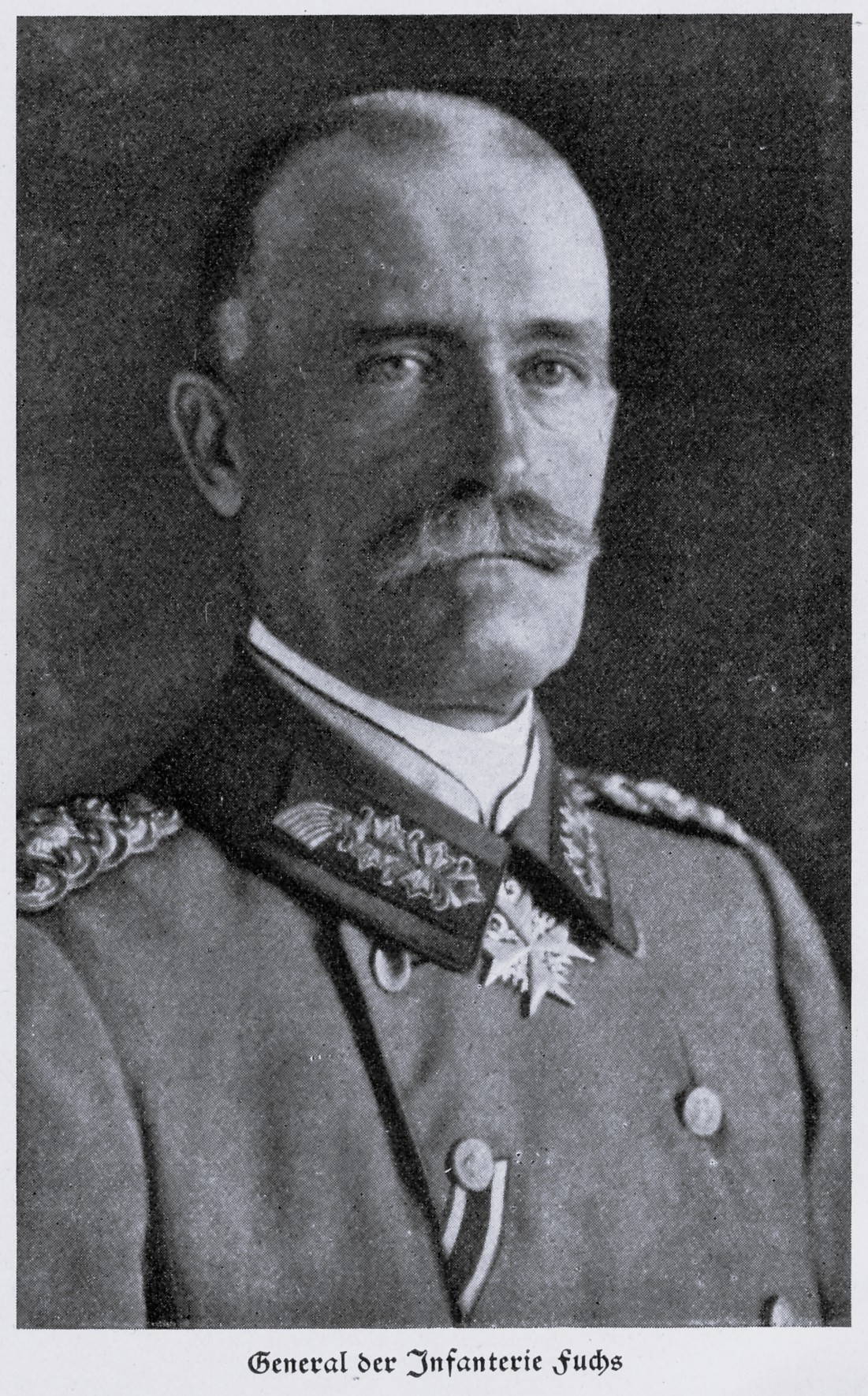
Generalleutnant Fuchs, Kommandierender General des XIV. Reserve-Korps

Ab 29. Oktober wurde die bisherige Reservearmee unter General Gough in 5. Armee umbenannt und bereitete im Nordabschnitt des Schlachtfeldes an der Linie östlich Gommecourt, bei Beaumont-Hamel und bei Hébuterne die letzten Großangriffe vor. Der Kommandeur des XIV. Reserve-Korps, General der Artillerie Hermann von Stein wurde Ende Oktober durch Generalleutnant Fuchs abgelöst. Die seit Beginn der Sommeschlacht in Stellung liegenden 28. und 26. Reserve-Division wurde aus der Hauptkampflinie beiderseits der Ancre herausgezogen.
Die 5. Armee begann am frühen Morgen des 13. November am Nordflügel des Schlachtgebietes zwischen der Straße Albert-Bapaume und Serre mit gewaltigen Artilleriefeuer eine neue Offensive. Gegen die Gruppe Fuchs (52., 12. und 38. später 223. und 58. Infanterie-Division) griffen die Engländer mit sieben Divisionen zwischen Hebuterne und Courcelette an. Das V. Korps führte mit der 3., 2. und 51. Division den Hauptangriff gegen die deutsche Verteidigung nördlich der Ancre; südlich des Flusses wurde das II. Korps mit der 39., 18. und 19. Division über die bereits gesicherte „Schwaben Redoute“ nach St. Pierre Divion angreifen. Am linken Flügel des V. Korps versuchte die 3. Division durch morastigen Boden nach Serre durchzubrechen. Südlich davon vollzog die 2. Division einen Vorstoß gegen die Höhen von Redan.

Am rechten Flügel führte die 51. Division den Angriff auf Beaumont-Hamel, das am Nachmittag in britische Hand fiel. Westlich der Ancre brach die 63. Division am Abend auf Beaucourt durch. Südlich der Ancre rückte die 39. Division mit starker Artillerieunterstützung auf St Pierre Divion vor. Es gelang den umfassend angreifenden Engländern, die Front der deutschen 12. Infanterie-Division bei Beaumont-Hamel und den Abschnitt der 38. Infanterie-Division bei St. Pierre zu überrennen. In zweitägigen Kämpfen gingen die Briten über Beaucourt hinaus bis dicht an Grandcourt heran und konnten 5000 Gefangene einbringen. Kleinere Gegenstöße der Deutschen wurden durch die 52. Infanterie-Division bei Serre, durch die 58. Infanterie-Division südlich von Pys und durch das Garde-Reserve-Korps bei Warlencourt und Ligny Tilloy angesetzt.

Französische Truppen gingen am 14. November aus der Linie Sailly—Rancourt gegen den St. Pierre Vaast-Wald vor, der Angriff wurde durch die deutsche 30. Infanterie-Division sowie die 16. Reserve-Division abgewiesen. Am Morgen des 15. November konnte die 185. Infanterie-Division der „Gruppe von Deimling“ (Generalkommando XV. Armee-Korps) den östlichen Stadtteil von Saillisel zurückerobern, musste ihn aber bald wieder dem übermächtigen Gegner überlassen. Nachdem an der Ancre nur relativ geringe Gebietsgewinne erreicht wurden, ohne den erwünschten Durchbruch zu erzielen, ließ Douglas Haig die Somme-Schlacht Ende November 1916 endlich auslaufen.

## Ergebnis der Schlacht und Folgen

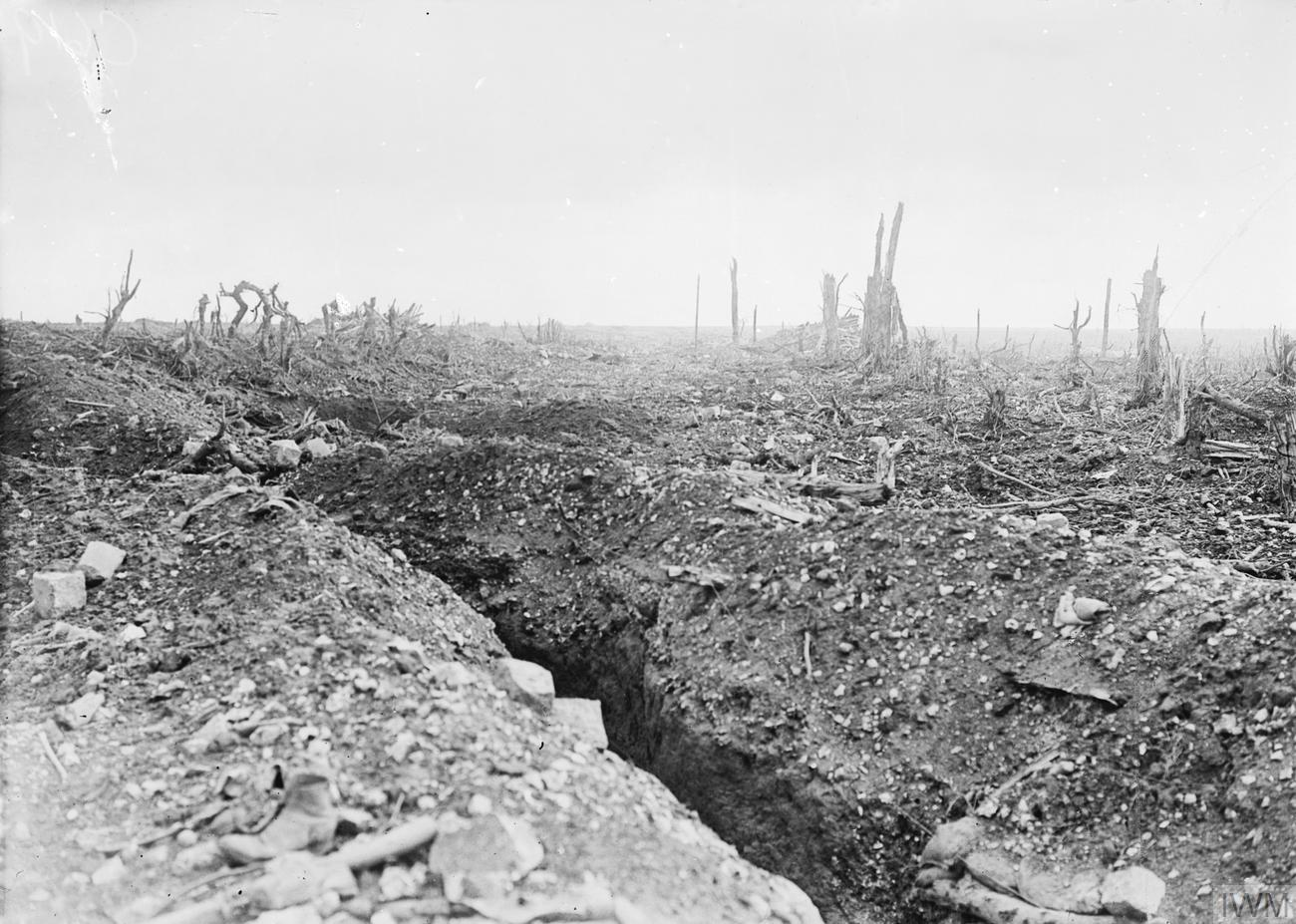
Die schwer zerschossene Straße nach Bapaume durch Pozières. Zu sehen sind ein Verbindungsgraben und die zerschossenen Bäume, 20. September 1916

Wilhelm Sauter: Serre (Somme) 1916

Die groß angelegte Materialschlacht führte nicht zu der von General Haig erhofften völligen Zermürbung des deutschen Heeres. Allerdings kamen auf Seiten der deutschen Führung und Truppe erstmals wegen der nun fühlbaren Überanstrengung der Truppen und des mittlerweile deutlichen Mangels an erfahrenen Offizieren und Unteroffizieren Zweifel am siegreichen Ausgang des Krieges auf. Die deutsche Front wurde an der Somme um mehrere Kilometer eingedrückt, doch konnten die Alliierten das von ihnen eroberte Gebiet nicht als Ausgangspunkt für weitere Offensiven nutzen. Anfang 1917 zogen sich die deutschen Truppen bis vor Cambrai und St. Quentin in die stark ausgebaute Siegfriedstellung zurück und verminten dabei das von ihnen freigegebene Gebiet.

Die Materialschlachten des Kriegsjahres 1916 führten dazu, dass sich die deutsche Armee an der Westfront auf die Defensive beschränken musste. Dagegen konnte durch eine Offensive der Mittelmächte von Spätsommer bis Ende 1916 das neu auf Seiten der Alliierten in den Krieg eingetretene Rumänien zum größten Teil erobert werden. Dies trug zur weiteren Schwächung Russlands bei, das ebenfalls an der rumänischen Front eingreifen musste. Die Alliierten waren auch 1917 in der Lage, mehrere Offensiven an der deutschen Westfront durchzuführen. Aufgrund ihrer Erfahrungen in der Somme-Schlacht war die deutsche Armee dazu übergegangen, ihre vordersten Frontlinien schwächer zu besetzen und bei Angriffen auch Frontabschnitte aufzugeben, um die gegnerischen Truppen tiefer in das eigene Grabensystem zu locken. Es erfolgte dann ein Gegenangriff deutscher Eingreiftruppen. Diese neue Taktik verursachte die schwere französische Niederlage in der Schlacht an der Aisne.

## Verluste
Der 1. Juli 1916 ist der verlustreichste Tag in der britischen Militärgeschichte, was im Vereinigten Königreich bis heute eine gewisse Bedeutung hat. Nordirische Protestanten betrachten den ersten Tag der Somme-Schlacht als Opfergang für das Vereinigte Königreich, da die Ulster Division über die Hälfte ihrer Soldaten verlor. Die Schlachten an der Somme und die um Verdun gehören wegen der monatelangen Dauer zu den verlustreichsten Kämpfen des Ersten Weltkrieges. Über 450.000 Soldaten des Britischen Empires und etwa 200.000 Franzosen wurden in der Schlacht getötet oder verwundet. Die Angaben zu den Verlusten auf deutscher Seite variieren stark; sie lagen etwa zwischen 420.000 bis 465.000 Mann. Insgesamt wurden in der Schlacht 104 Divisionen (davon 48 französische) bei den Alliierten eingesetzt. Die Verluste des British Commonwealth während des Zeitraumes 1. Juli bis 30. November 1916 werden im Werk des Kriegsministeriums wie folgt angegeben:
- gefallen: 5.270 Offiziere, 74.506 Mannschaften, Summe 79.776
- an Verwundung gestorben: 1.430 Offiziere, 25.133 Mannschaften, Summe 26.563
- aus anderen Gründen gestorben: 151 Offiziere, 2.234 Mannschaften, Summe 2.385
- vermisst: 1.071 Offiziere, 39.900 Mannschaften, Summe 40.971
- gefangen: 370 Offiziere, 5.558 Mannschaften, Summe 5.928[22]
- verwundet: 14.788 Offiziere, 328.643 Mannschaften, Summe 343.431

Damit lagen die Gesamtverluste bei etwa einer halben Million Soldaten. Davon fielen auf das britische Kontingent 419.654 Verluste, auf das kanadische Kontingent 29.414 Verluste, auf das australische Kontingent 34.489 Verluste, auf das neuseeländische Kontingent 9.600 Verluste, auf das neufundländische Kontingent 1.046 Verluste, auf das südafrikanische Kontingent 4.239 Verluste, auf das indische Kontingent 162 Verluste und auf die Royal Naval Division 2.879 Verluste. Die Verluste des französischen Heeres werden je nach Zählart mit 194.451 bis 205.000 Soldaten angesetzt. Die deutschen Verluste werden im Sanitätsbericht über das deutsche Heer wie folgt angegeben: An der Schlacht waren im Zeitraum vom 24. Juni bis zum 26. November 1916 die deutsche 2. Armee und ab dem 19. Juli 1916 die neu aufgestellte 1. Armee beteiligt. Die Ist-Stärke der 2. Armee betrug etwa 364.000 Mann, die der 1. Armee lag bei 386.000 Mann. Insgesamt wurden während der Schlacht bei beiden Armeen etwa 50 Divisionen eingesetzt.
- gefallen: 57.982, davon 1.662 Offiziere, 5.420 Unteroffiziere, 50.900 Mannschaften
- vermisst: 85.683, davon 1.430 Offiziere, 5.952 Unteroffiziere, 78.301 Mannschaften
- verwundet: 273.132, davon später an ihren Verwundungen verstorben: 2.980, in den Lazaretten gestorben: 10.960. Die Zahl der in den Lazaretten des Besatzungsheeres oder in der Heimat Verstorbenen kann mit etwa 7.000 angesetzt werden, da im Kriegsverlauf auf zwei gestorbene Verwundete im Feldheer ein gestorbener Verwundeter in den anderen Lazaretten kam.
- nicht mehr diensttauglich: etwa 48.000, davon 3.053 Gaskranke

Die deutschen Gesamtverluste in der Somme-Schlacht lagen damit bei etwa 465.000 Mann.
Der Sanitätsbericht führt die Verluste nach Tagzehnten auf. Im Zeitraum 21. Juni – 30. Juni 1916 (das britische Trommelfeuer begann am 24. Juni 1916) hatte die 2. Armee 6.960 Mann verloren: 4.482 Verwundete, 1.189 Gefallene und 1.289 Vermisste. Die Verlustzahlen stiegen nach dem britischen Angriff vom 1. Juli bis zum 10. Juli 1916 enorm an: 20.875 Verwundete, 5.786 Gefallene und 18.438 Vermisste, zusammen 45.099 Mann. Der Vergleich der Tagzehnte zeigt auf, dass der Schützengraben einen relativ guten Schutz gegen Feindfeuer bot, dass jedoch Angriffe auch beim Angegriffenen zu hohen Verlusten führten. Britische Truppen nahmen an der Westfront im 2. Halbjahr 1916 40.207 deutsche Soldaten, davon 832 Offiziere, gefangen. Der größte Teil davon dürfte auf die Somme-Schlacht zurückzuführen sein.
Charakteristisch für die Schlacht war nicht nur der enorme personelle und materielle Aufwand, sondern vor allem der äußerst bedenkenlose Umgang mit Menschenleben. Der britische Militärhistoriker Basil Liddell Hart fasste die Schlachten des Ersten Weltkriegs mit den lapidaren Worten: “nothing but stupid mutual mass-slaughter” (deutsch: „Nichts anderes als dummes, massenweises gegenseitiges Abschlachten“) zusammen.

## Mahnmale und Gedenken
An der ehemaligen Frontlinie erinnert heute das 1932 eingeweihte Thiepval-Denkmal an die britischen Gefallenen. Im deutschen Tübingen wurde für die heute ehemalige Thiepval-Kaserne der Weiler Thiepval der Namensgeber und sollte an die großen Verluste der deutschen und insbesondere der württembergischen Truppen erinnern. Das Gelände trägt bis heute diesen Namen. Der Danger Tree markiert einen Punkt, an dem am ersten Tag der Schlacht zahlreiche Briten fielen. In Albert dokumentiert das Museum Somme 1916 das Geschehen in den Schützengräben. Auf dem ehemaligen Schlachtfeld erinnern zahlreiche kleinere und größere Gedenkstätten und Kriegsgräberstätten an die Schlacht. Zahlreiche britische und Commonwealth-Denkmäler finden sich etwa um Pozières, Thiepval und La Boisselle. An die südafrikanische Beteiligung erinnert das 1926 eingeweihte Delville Wood South African National Memorial bei Longueval, an die fast vollständige Vernichtung des Royal Newfoundland Regiment am ersten Tag der Schlacht das 1925 eingeweihte Beaumont-Hamel Newfoundland Memorial.

Die zentrale deutsche Veranstaltung zum 100. Gedenktag wurde vom Volksbund Deutsche Kriegsgräberfürsorge durchgeführt und fand am 1. Juli 2016 in der Deutschen Kriegsgräberstätte Fricourt statt. Briten und Franzosen begingen den Tag in Anwesenheit von Staatspräsident François Hollande, Premierminister David Cameron, Prinz Charles und weiteren Mitgliedern der Britischen Königsfamilie am Thiepval-Denkmal.

## Filmmaterial
- The Battle of the Somme. Britischer Dokumentarfilm von 1916, bis heute einer der an den Kinokassen erfolgreichsten Dokumentarfilme in der britischen Geschichte.
- Channel four: Die Schlacht an der Somme. ISBN 978-3-8312-9407-7.
- Euro Video: Der Schützengraben.
- BBC-Dokumentarfilm: The Somme – From Defeat to Victory.
- Die Höllenschlacht – Somme 1916. Dokumentation von Detlef Siebert. ARTE/NDR, Deutschland 2010, 52 Min.[30]
- Bei unseren Helden an der Somme, deutscher Dokumentarstummfilm 1917.
- Die Somme. Das Grab der Millionen. Stummfilm von 1930, Regie: Heinz Paul.
- L'offensive française sur la Somme. Französischer Propagandafilm, 1916.